# Maria Antonieta
Maria Antonieta (em alemão:  Maria Antonia Josepha Johanna von Österreich-Lothringen; francês: Marie Antoinette Josèphe Jeanne de Habsbourg-Lorraine; Viena, 2 de novembro de 1755 – Paris, 16 de outubro de 1793), foi uma arquiduquesa da Áustria, a esposa do rei Luís XVI e Rainha Consorte da França e Navarra de 1774 até a Revolução Francesa em 1792. Décima quinta e penúltima filha do imperador Francisco I do Sacro Império Romano-Germânico, e da imperatriz Maria Teresa da Áustria, casou-se em abril de 1770, aos quatorze anos de idade, com o então delfim de França (que subiria ao trono em maio de 1774 com o título de Luís XVI), numa tentativa de estreitar os laços entre os dois inimigos históricos.
Detestada pela corte francesa, onde era chamada L'Autre-chienne (uma paronomásia em francês das palavras autrichienne, que significa "mulher austríaca" e autre-chienne, que significa "outra cadela"), Maria Antonieta também ganhou gradualmente a antipatia do povo, que a acusava de perdulária e promíscua e de influenciar o marido a favor dos interesses austríacos.
Depois da fuga de Varennes, Luís XVI foi deposto e a monarquia abolida em 21 de setembro de 1792. A família real foi posteriormente presa na Torre do Templo. Nove meses após a execução de seu marido, Maria Antonieta foi julgada, condenada por traição, e guilhotinada em 16 de outubro de 1793.
Após sua morte, Maria Antonieta tornou-se parte da cultura popular e uma figura histórica importante, sendo o assunto de vários livros, filmes, mídias e mais recentemente, na cerimônia de abertura dos Jogos Olímpicos de Verão em Paris 2024. Alguns acadêmicos e estudiosos acreditam que ela tenha tido um comportamento frívolo e superficial, atribuindo-lhe o início da Revolução Francesa; no entanto, outros historiadores alegam que ela foi retratada injustamente e que as opiniões a seu respeito deveriam ser mais simpáticas.

## Biografia

### A infância

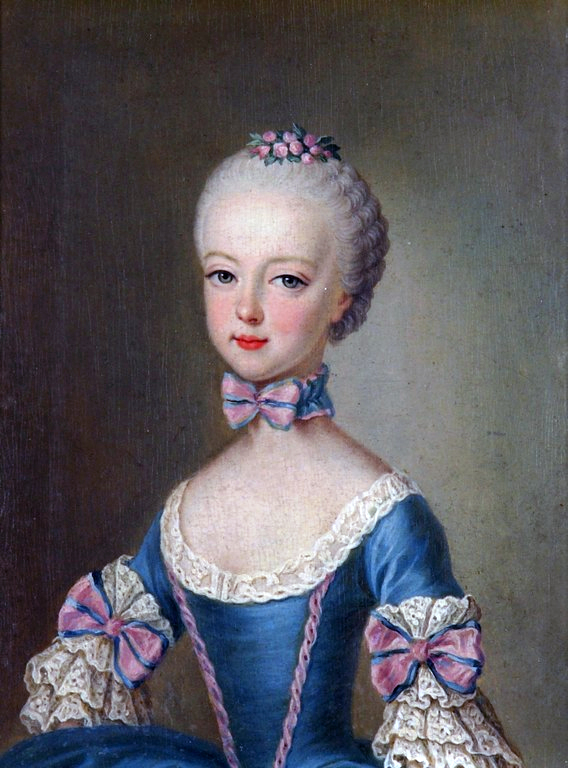
Maria Antonieta aos sete anos
Martin van Meytens, 1762, Palácio de Schönbrunn

Nascida no Palácio Imperial de Hofburg, Maria Antonieta era a penúltima dos dezesseis filhos da imperatriz Maria Teresa da Áustria e de Francisco I do Sacro Império Romano-Germânico. Batizada Maria Antônia Josefa Joana, era tratada em família e na corte pelo apelido afrancesado de Antoine (mais tarde, na França, passaria a ser chamada Marie Antoinette). Aos dois anos de idade, ela contraiu uma forma branda de varíola, mas recuperou-se sem ter na pele as marcas características da doença. Apesar da rigidez de sua educação e da etiqueta da corte, a arquiduquesa foi descrita como bastante espontânea.
Teve uma infância despreocupada, bastante mimada por sua governanta, a condessa Brandeiss, que lhe fazia todas as vontades e lhe dava o amor maternal que a imperatriz, sempre envolvida nos assuntos de Estado, não teve tempo de dedicar-lhe. A condessa comprazia-se em transmitir à menina os princípios religiosos e morais adequados às arquiduquesas, mas também reduziu seu período de estudos diários. Como resultado, aos 12 anos, Antônia não falava nem escrevia corretamente os idiomas francês e alemão e só falava elegantemente o italiano graças aos esforços de seu professor Pietro Metastasio. Teve como professor de música o compositor Christoph Willibald Gluck, que a ensinou a tocar harpa, mas destacou-se especialmente por sua forma graciosa e refinada de dançar.
Em 18 de agosto de 1765, em Innsbruck, durante as celebrações do casamento do arquiduque Leopoldo, o imperador sofreu um derrame e morreu. Este acontecimento abalou profundamente todos os filhos de Francisco I e levou Maria Teresa a submeter-se a um pesado luto pelo resto de sua vida. A imperatriz nomeou seu filho mais velho (o futuro José II) como seu corregente e assumiu uma postura de extrema rigidez com seus filhos menores: se anteriormente ela os havia negligenciado pelo excesso de trabalho, passou vigiar-lhes de perto, repreendendo-os constantemente e demonstrando frequente insatisfação com seu comportamento. Em 1767, os planos da imperatriz de expandir ou construir novas alianças foram quase completamente destruídos por uma epidemia de varíola que atingiu até mesmo a família imperial. Para compensar as severas perdas, ela casou Maria Carolina com Fernando I das Duas Sicílias e Maria Amália com Fernando I de Parma. O casamento de Carolina muito entristeceu Antônia porque elas compartilhavam profundos laços de afeição, amizade e cumplicidade.

### Casamento político

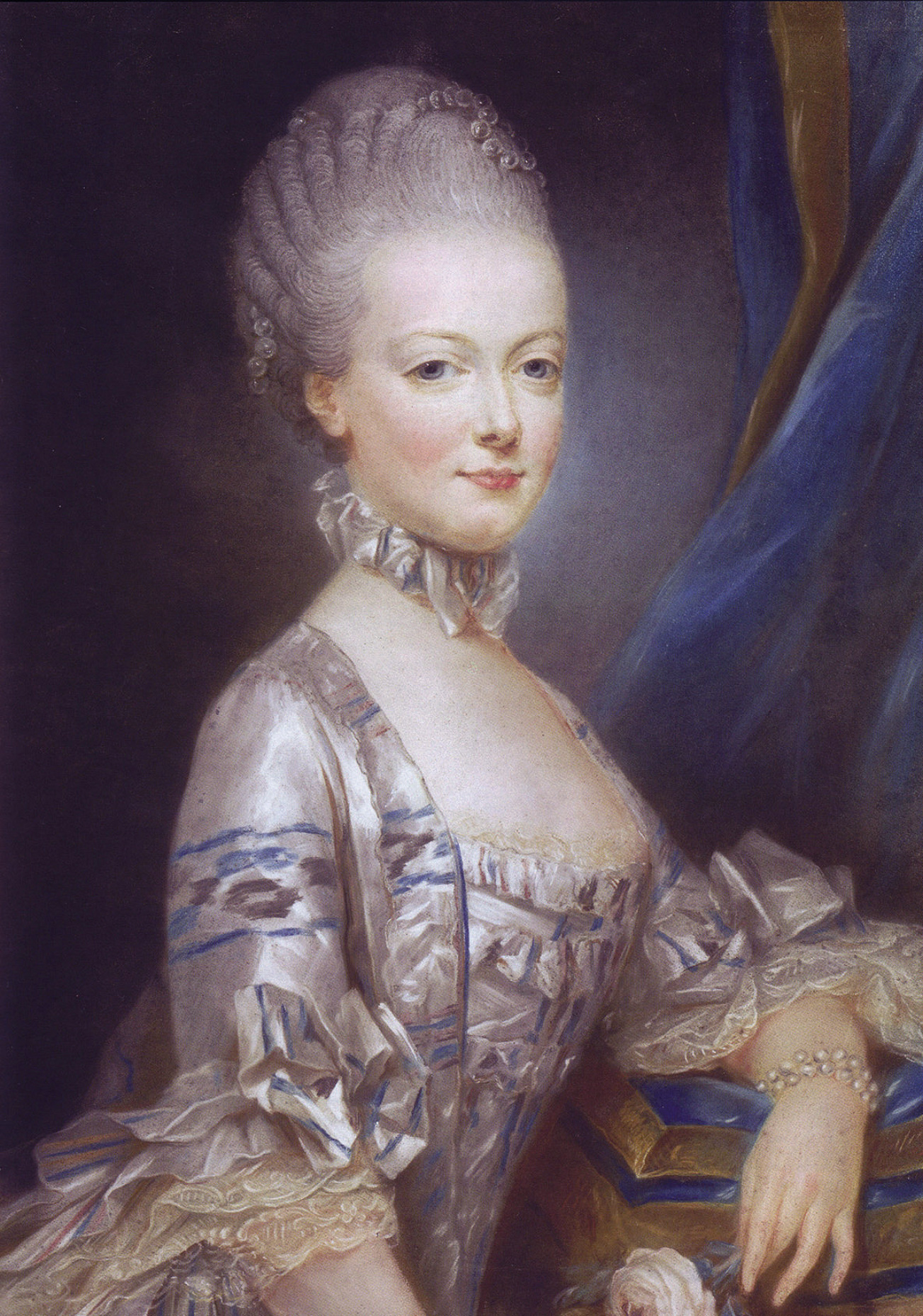
A arquiduquesa aos quatorze anos
Retrato oficial enviado a Versalhes. Pastel de Joseph Ducreux, 1769

Maria Teresa usou Antônia como um "peão" no jogo político para cimentar uma nova aliança com o arqui-inimigo secular da Áustria: a França. Após longas negociações, comandadas pelo francês Étienne, Duque de Choiseul e pelo austríaco príncipe de Starhemberg, acertou-se o compromisso da jovem com Luís Augusto, delfim de França.
Em novembro de 1768, o abade de Vermond partiu para Viena, como tutor de Antônia. A arquiduquesa, embora bela e inteligente, também era descrita como preguiçosa e indisciplinada e não tinha o conhecimento necessário para desempenhar o papel de rainha. O abade submeteu Antônia a um programa educacional projetado especialmente para ela, onde substituiu o estudo de livros por longas palestras que versavam sobre história, religião e literatura francesa. O programa obteve bons resultados e o tutor ficou encantado com os progressos de Antônia.
Em 13 de junho de 1769 o noivado foi oficialmente anunciado. Os detalhes para o matrimônio foram meticulosamente preparados durante e Antônia teve seu dote fixado em 200 mil coroas (com igual valor em joias). Nos poucos meses que antecederam o casamento, Maria Teresa tentou recuperar a relação com a filha, dividindo seus aposentos com ela nas últimas noites antes da partida para a França. Em 19 de abril de 1770 foi celebrado o casamento por procuração. A partir desse momento Antônia foi oficialmente chamada de "Marie Antoinette, Dauphine de France".
Em 21 de abril de 1770, seguida por um suntuoso cortejo de cinquenta e sete carruagens, Maria Antonieta deixou Viena permanentemente. Embora devesse esquecer suas origens austríacas e tornar-se uma francesa de corpo e alma, como se esperava de toda rainha consorte de França, a jovem delfina preferiu seguir as instruções de sua mãe, que lhe ordenou no momento da despedida: "Continue sendo uma boa alemã". A imperatriz continuaria a intimidar sua filha nas cartas mensais expedidas para Versalhes, onde lembrava a fidelidade que a jovem devia à Casa d'Áustria.
Após duas semanas de viagem e sendo elogiada por onde passava, a delfina chegou a Shüttern, na margem do Reno oposta a Estrasburgo. Em um pavilhão de madeira construído especialmente para a ocasião em uma pequena ilha no Reno, teve lugar a cerimônia da remise, durante a qual Maria Antonieta trocou seus trajes austríacos pelos franceses. A delfina despediu-se definitivamente de seu séquito para ser acolhida por um cortejo francês, chefiado por Anne, Condessa de Noailles, recentemente nomeada "Grã-Mestra da Casa da Delfina".
O cortejo retomou a marcha para Compiègne, onde a delfina era esperada pela corte francesa, incluindo o rei Luís XV, o delfim e o duque de Choiseul, que foi ao encontro da jovem e auxiliou seu desembarque. Maria Antonieta disse-lhe: "Nunca esquecerei que vós fostes o defensor de minha felicidade!". O casal viu-se pela primeira vez e a delfina notou que seu marido era muito diferente do descrito durante as negociações de casamento: era desajeitado, inábil e já bastante forte para sua idade; os retratos enviados para a Áustria haviam favorecido grandemente sua aparência.
O casamento foi celebrado em 16 de maio, numa cerimônia solene em Versalhes, e todo o povo foi convidado a festejar a alegria da família real. Após o jantar, iniciou-se a cerimônia do coucher a qual, pela etiqueta, deveria ser presenciada por toda a corte. O casal foi para a cama e o leito nupcial foi abençoado pelo arcebispo. Ao final da cerimônia os noivos foram deixados a sós, mas o casamento não foi consumado.

### Madame la Dauphine
Devido ao ódio cultivado pela Áustria, Maria Antonieta não era vista com bons olhos pela maior parte da corte francesa. As Mesdames Tantes (tias de Luís Augusto), a quem a delfina se aproximou por conselhos de sua mãe, foram as primeiras a chamá-la pelas costas de "A Austríaca". Até mesmo o delfim tinha ódio pelos austríacos e seu tutor, o duque de La Vauguyon, alimentava esse sentimento contra a entourage de Maria Antonieta, composta unicamente por amigos do ministro Choiseul: o abade Vermond, a condessa de Noailles e o embaixador austríaco conde de Mercy-Argenteau.
As Mesdames e o delfim exultaram quando o ministro foi demitido, em 24 de dezembro de 1770, enquanto Maria Antonieta se dava conta de que seu marido havia se casado sob coação e que a aliança franco-austríaca, que Maria Teresa procurava por todos os meios manter, não era bem-vista por todos em Versalhes. Provavelmente, era devido aos seus preconceitos que Luís Augusto, mesmo muitos meses após o casamento, ainda não havia tocado a delfina. Ele sentia um estranho sentimento de repulsa contra ela: segundo um relatório do primeiro cirurgião de Luís XV, o delfim não sofria de qualquer deformidade, mas de uma barreira psicológica devido a sua educação preconceituosa.

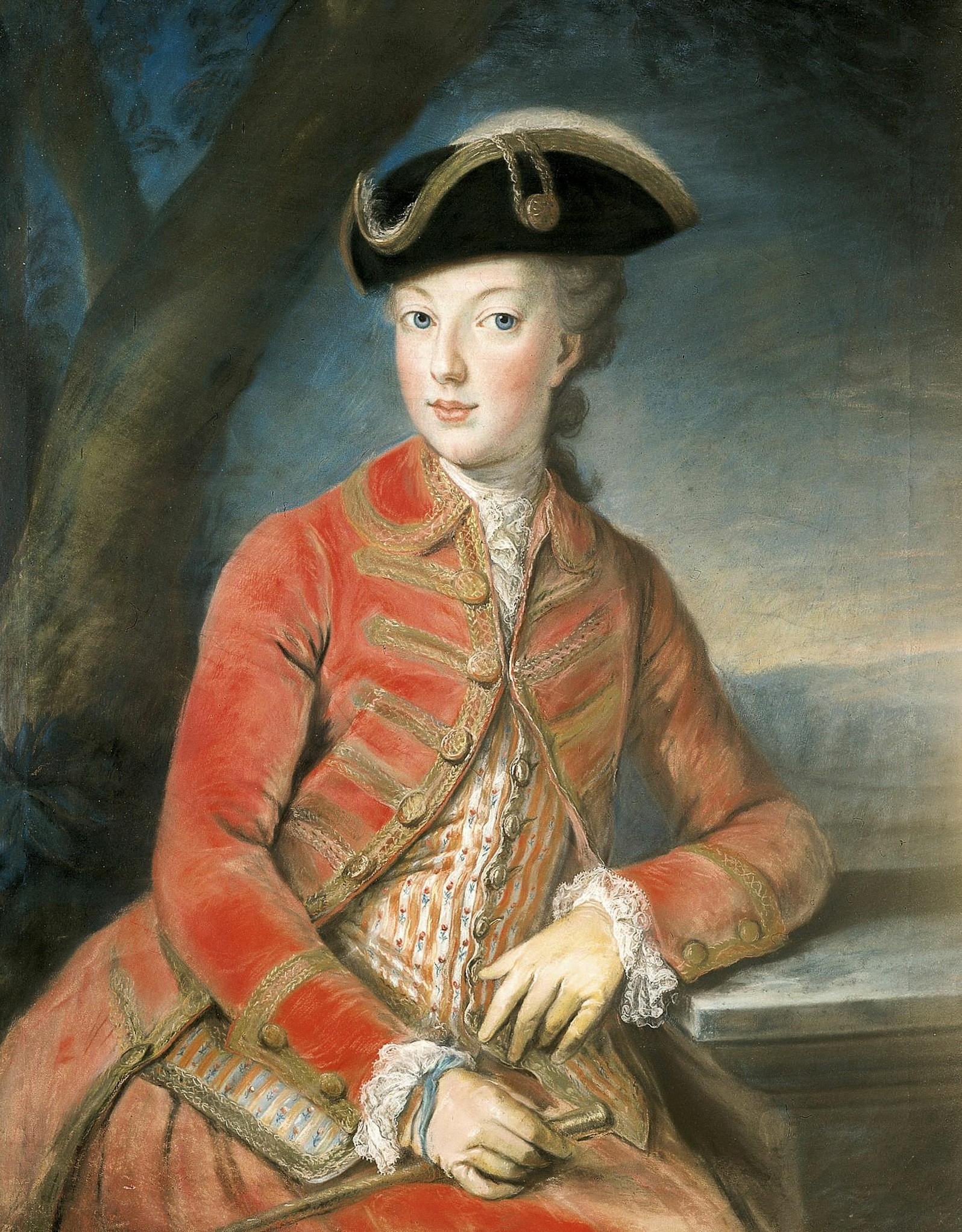
A delfina em trajes de montaria
Joseph Kreutzinger, 1771, Palácio de Schönbrunn

A corte de Versalhes especulava quando o casamento teria sido consumado. A fim de controlar o comportamento de sua filha, Maria Teresa encarregou o conde de Mercy-Argenteau de enviar-lhe relatórios detalhados sobre a consumação do casamento. Ingenuamente, Maria Antonieta confidenciava tanto ao conde quanto ao abade os motivos pelos quais temia escrever à mãe. A delfina nunca suspeitou que eles foram os primeiros a traí-la, informando a soberana sobre aquilo que ela tentava esconder.
Meses se passaram sem que a situação se alterasse. A imperatriz criticava constantemente a filha, por sua incapacidade em despertar paixão no marido, que raramente dormia com ela, e de promover os interesses da Casa d'Áustria. Mais tarde, ela passou a ofender Maria Antonieta de forma direta, acusando-a de falta de beleza e de talento e tratando-a por fracassada, especialmente após o casamento do conde de Provença com Maria Josefina de Saboia e do Conde d'Artois com Maria Teresa de Saboia. No entanto, com o passar do tempo e seguindo os conselhos de sua mãe, a delfina conseguiu conquistar a simpatia, se não o amor, do delfim, que confidenciou às suas tias que achava sua mulher "muito atraente".
Enquanto isso, as Mesdames incentivavam as hostilidades dos herdeiros do trono contra a Madame du Barry, amante do rei e responsável pela demissão de Choiseul. Embora o desprezo para com a favorita unisse o jovem casal, sua postura de tácita condenação à vida privada de Luís XV afastava-os fortemente do soberano. Maria Antonieta, então, decidiu não dirigir a palavra à amante real, apesar das ordens contrárias de sua mãe transmitidas pelo conde Mercy. Ainda que mantivesse seu temor por Maria Teresa, foi a primeira vez que a delfina descumpriu uma ordem materna.
O comportamento da filha enfureceu Maria Teresa, que lhe enviou uma severa repreensão dizendo que sua conduta estava colocando em crise a aliança franco-austríaca. Finalmente, após sete meses, Maria Antonieta capitulou: em 1 de janeiro de 1772, dirigiu à Madame Du Barry apenas estas palavras: "Há muitas pessoas em Versalhes hoje". A situação foi contornada, mas representou uma grande humilhação para a delfina: "Eu falei-lhe uma vez, mas estou decidida a não o fazer novamente e aquela mulher não ouvirá mais o som de minha voz", disse ao marido. Nem o conde Mercy nem Maria Teresa jamais puderam imaginar o mal que fizeram ao orgulho e à integridade da jovem.
Em 8 de junho de 1773, uma multidão entusiasmada saudou a entrada oficial dos herdeiros ao trono da França em Paris. O festival atingiu o seu clímax quando os delfins surgiram à noite na varanda das Tulherias. Em 22 de julho de 1773 o delfim apresentou a Luís XV "sua mulher", dizendo que naquela noite havia sido finalmente capaz de consumar o casamento. O rei abraçou o casal com alegria. Na verdade, depois de vários e desajeitados intercursos sexuais, o delfim só havia conseguido deflorar sua esposa, mas foi incapaz de completar o ato.
Na primavera de 1774, Maria Antonieta trouxe seu antigo professor de música, Christoph Gluck, para encenar uma ópera composta por ele: Iphigénie en Aulide. Em 19 de abril, foi a primeira vez em que a delfina serviu de anfitriã à toda a família real e foi um sucesso. Poucos dias após a apresentação da ópera, o rei Luís XV passou mal após uma caçada, sendo diagnosticado com varíola e morrendo em 10 de maio. Com apenas 18 anos, Maria Antonieta tornou-se rainha da França. Ao saber da notícia, Maria Teresa escreveu ao embaixador Mercy: "O destino de minha filha não pode ser grandioso nem muito infeliz. Creio que seus melhores dias se foram!".

### Primeiros anos de reinado
Logo, o comportamento e a falta de respeito dos cortesãos afastaram Maria Antonieta da antiga nobreza da corte. Tais condutas não seriam toleradas por uma rainha francesa, especialmente se ela nascera como altiva arquiduquesa da Áustria. A popularidade da rainha começou lentamente a declinar: começaram a circular panfletos escandalosos, principalmente pornográficos, contra ela, que passou a ser chamada de Madame Scandale.
Maria Antonieta também foi acusada de influenciar a política de seu marido, embora os ministros escolhidos por Luís XVI, Jean-Frédéric de Maurepas e o conde de Vergennes, fossem fortemente antiaustríacos e muito determinados em não permitir a interferência da rainha e da Casa de Habsburgo na política francesa. Em sua vida privada, Maria Antonieta estava insatisfeita: seu casamento, para grande desagrado da imperatriz, não tinha sido consumado e as esperanças de nascimento de um herdeiro para o trono desapareciam. Sob a fachada de frivolidade e alegria da rainha estava a melancolia de uma mulher frustrada e insatisfeita. Neste período, ela sentia necessidade de se entregar a divertimentos dispendiosos, como os caros e extravagantes vestidos da modista Rose Bertin, os colossais penteados de Léonard e até mesmo os jogos de azar.
Na primavera de 1775, o criticado programa econômico do ministro das finanças Jacques Turgot, levou a graves distúrbios, com a eclosão de motins em toda a França, conhecidos como a "Guerra da Farinha". Foi nessa ocasião que se atribuiu falsamente a Maria Antonieta a frase: "Se o povo não tem pão, que coma brioches!".

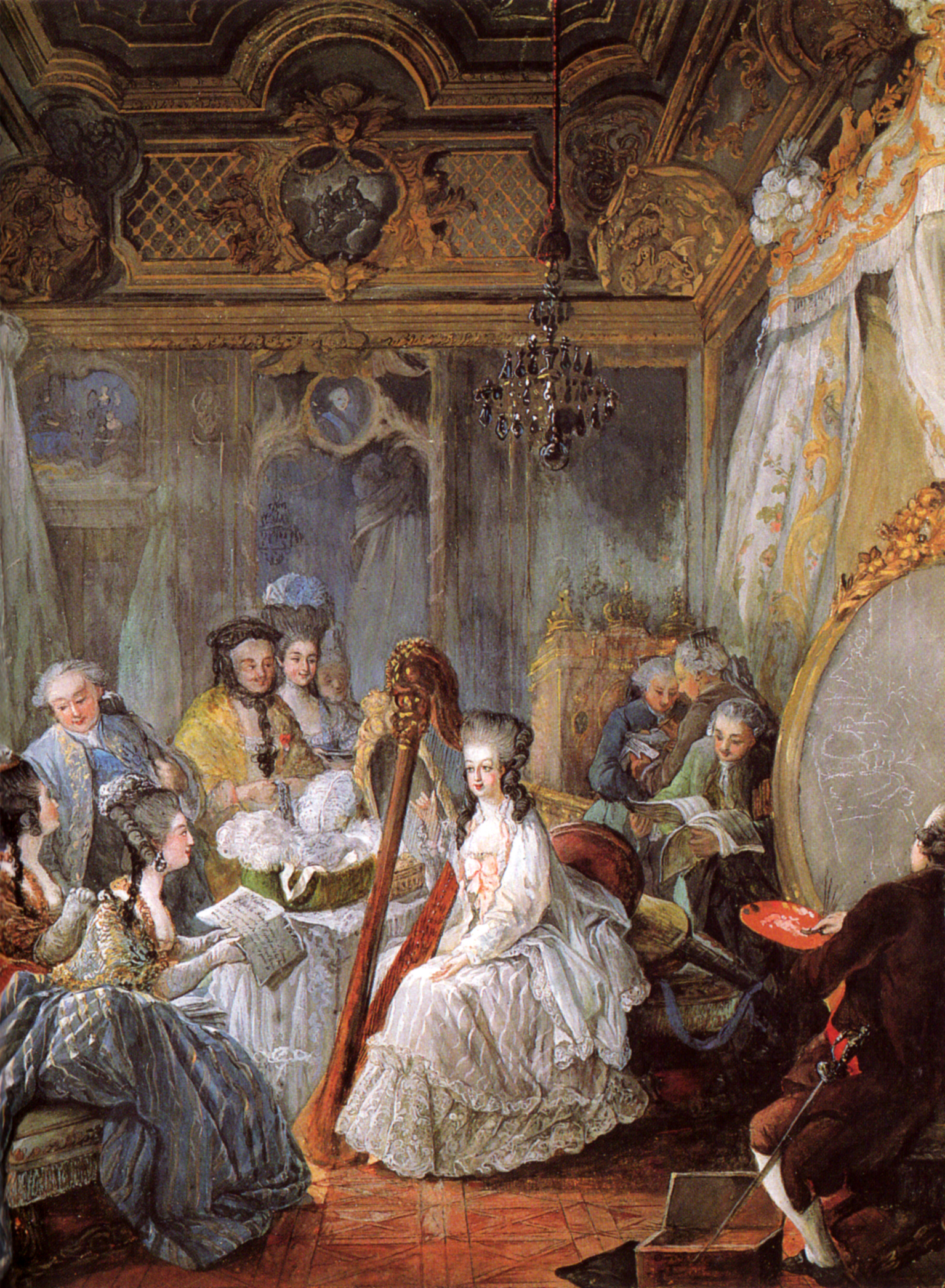
Maria Antonieta tocando harpa na corte francesa
Jean-Baptiste Gautier Dagoty, 1777

No verão do mesmo ano, Maria Antonieta conheceu Yolande de Polastron, Duquesa de Polignac, que viria a tornar-se sua melhor amiga. Yolande apresentou a rainha à comitiva da família Polignac, que iria dominar a corte por anos. Em 6 de agosto de 1775 sua cunhada, a Maria Teresa, Condessa da Artésia, deu à luz um filho, Luís Antônio, Duque de Angolema, terceiro na linha de sucessão ao trono (atrás apenas de seu tio e seu pai). Naquele dia, Maria Antonieta foi insultada na corte e trancou-se em seus aposentos, aos prantos. Isto gerou a circulação de panfletos que destacavam a impotência do rei e a busca do prazer sexual pela rainha, tanto com homens como com mulheres. Entre os amantes atribuídos à Maria Antonieta estavam seus amigos mais próximos: a princesa de Lamballe e seu cunhado, o conde de Artésia.
Em agosto, o rei presenteou a esposa com o Petit Trianon, um anexo construído anos antes para a Madame de Pompadour que a rainha havia restaurado de acordo com seu pessoal gosto neoclássico, onde prevalecia a simplicidade e a elegância. Pouco depois a França mergulhou numa crise financeira: à dívida contraída durante a Guerra dos Sete Anos foram adicionadas as despesas da participação na Guerra de Independência Americana. Em 1776, Turgot foi demitido e em seu lugar foi nomeado ministro das finanças o banqueiro suíço Jacques Necker, que tentou, sem sucesso, reduzir os custos excessivos da corte.
Em 18 de abril 1777, o imperador José II chegou a Paris para investigar porque o casamento entre sua irmã e seu cunhado ainda não havia sido consumado. Maria Antonieta rapidamente passou a relatar ao irmão sua difícil situação conjugal. Acreditava-se que Luís XVI sofria de fimose e que necessitasse de uma intervenção cirúrgica para poder realizar o ato sexual. No entanto, após conversar com o rei, José II chegou à conclusão de que ele tinha ereções satisfatórias, mas não conseguia mantê-las após a penetração por tempo suficiente para ejacular, o que tornava a cópula um ato de dever e não de prazer. O imperador também concluiu que sua irmã não tinha apetite para o sexo nem, tampouco, desenvoltura (situação muito diferente daquela descrita nos panfletos). Segundo ele, o rei e a rainha da França eram "dois perfeitos confusos".
Depois de esclarecer o assunto com o rei, José II passou a criticar a irmã por sua frivolidade, seu desperdício e suas amizades. Em carta ao irmão Leopoldo, o imperador declarou: "Ainda é muito infantil e essencialmente pura e virtuosa". Ao retornar à Áustria, José II deixou várias recomendações por escrito, intencionalmente exageradas, a fim de assustar sua irmã e fazê-la adotar um estilo de vida mais sério. A rainha, angustiada com a carta, reconheceu seus erros e prometeu ao irmão corrigir seu comportamento. Graças aos conselhos fraternos, Maria Antonieta reaproximou-se do rei e, em 18 agosto de 1777, o casamento foi oficialmente consumado.

### A maternidade

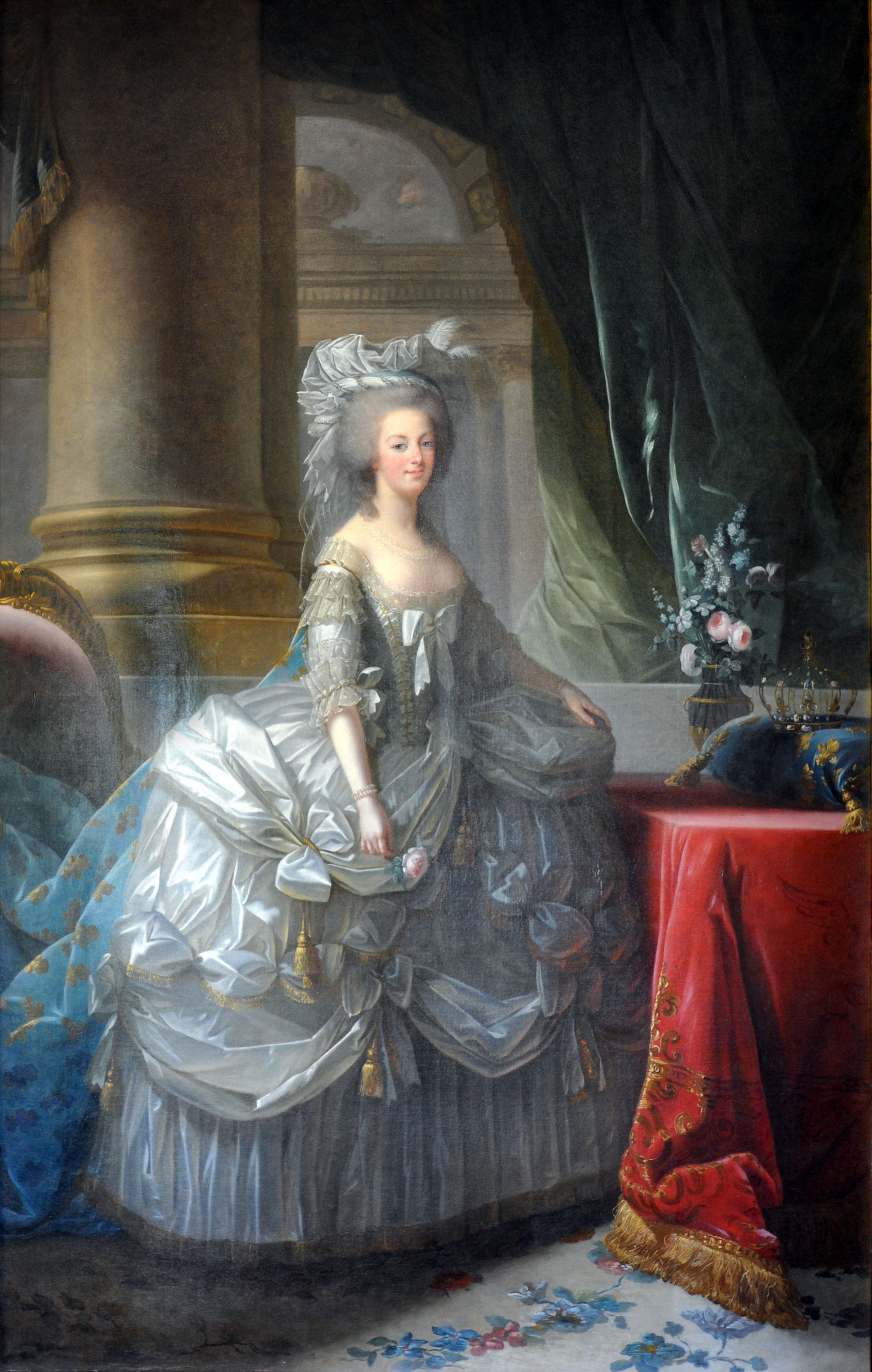
Maria Antonieta em trajes de corte
Elisabeth Vigée-Le Brun, 1779

No início de 1778 estourou a guerra de sucessão da Baviera. A rainha, sofrendo pesada chantagem psicológica pela mãe e habilmente manipulada pelo embaixador Mercy, esforçou-se para promover os interesses austríacos junto ao marido, mas isso despertou a oposição dos ministros do rei e a desconfiança de parte dos súditos. A partir de então, Maria Antonieta passou a ser chamada "a austríaca".
Na primavera desse ano, seguindo os conselhos de Mercy, a rainha retomou a vida conjugal com seu marido e ficou grávida. Como a situação política não se alterava, sua família austríaca acusava-a de ser inútil aos interesses da aliança; mas sua única preocupação era com o bem-estar do herdeiro que estava gerando. Em 19 de dezembro de 1778, Maria Antonieta deu à luz, sendo seu parto assistido por toda a corte, como determinava a etiqueta. Devido a algumas complicações pós-parto, a soberana teve uma hemorragia e perdeu a consciência. Somente mais tarde ela foi informada que havia dado à luz uma menina, que recebeu o nome de Maria Teresa Carlota.
Naqueles anos, concluiu-se a restauração do Petit Trianon e dos jardins adjacentes. Inimiga de qualquer tipo de limitação e convicta de que as rainhas tinham direito a uma vida privada, Maria Antonieta passou a habitar o palacete, longe da sufocante etiqueta de Versalhes e dos escândalos dos cortesãos. Nesse mesmo período, a amizade com a condessa de Polignac tornou-se mais forte, levantando rumores de um suposto relacionamento homossexual entre elas. Porém, o que mais enfureceu muitas pessoas foram os privilégios e os altos cargos que a rainha reservava à amiga e à sua camarilha, numa época em que se começava a falar seriamente em redução de custos. A gota d'água veio em outubro de 1780, quando o conde de Polignac recebeu o título de duque e sua esposa o privilégio de um tabouret, um banquinho dobrável que lhe dava permissão de sentar-se na presença da soberana.
Em Viena, a imperatriz ficava cada vez mais angustiada em pensar que sua filha fora manipulada por um círculo de "supostos amigos" que a afastavam da vida na corte. Ela tentou avisá-la, explicando-lhe suavemente, sem o habitual tom autoritário, que os problemas eram inerentes às funções de Estado, mas que os inconvenientes causados quando elas não eram cumpridas eram muito piores que os pequenos inconvenientes de se apresentar em público. A rainha, no entanto, minimizou a influência que seus amigos tinham sobre ela. Em 29 de novembro de 1780 a imperatriz Maria Teresa morreu. Quando Maria Antonieta recebeu a notícia, desmaiou de dor. Grata ao marido por ter ficado ao seu lado naqueles momentos dolorosos, ela voltou a aproximar-se dele e, em fevereiro, já se falava de outra gravidez.
Em maio de 1781, Necker renunciou por recomendação do conde de Maurepas, que viria a falecer em novembro. Em julho, José II voltou a visitar a irmã e foi durante esse encontro que surgiram as primeiras acusações contra a rainha: especulava-se que ela gastaria grandes somas de dinheiro do tesouro real com o irmão. Entretanto, os boatos eram falsos.
Em 22 de outubro de 1781, para alegria do rei e da nação, a rainha deu à luz o tão desejado sucessor ao trono, que recebeu o nome de Luís José. Depois de dar um herdeiro ao Estado, Maria Antonieta poderia legitimamente ser considerada a rainha da França. Ainda que a felicidade pelo nascimento do delfim tenha se espalhado por todo o país, não impediu a circulação de panfletos satíricos que questionavam a paternidade da criança. Diziam que o pai não era o rei, mas qualquer outro amante. A reputação da rainha, já minada pelos rumores sobre seus modos displicentes, saiu ainda mais danificada.

### A hostilidade popular
No final do verão de 1782, estourou o escândalo da falência Guéménée, levando a princesa de Guéménée, governanta dos Fils de France, a pedir demissão do cargo. A tarefa foi então assumida por Yolande de Polignac, aumentando os boatos sobre as duas amigas e a antipatia contra a soberana. Enquanto isso, entre 1782 e 1783, Maria Antonieta iniciou, próximo ao Petit Trianon, uma pequena vila de doze casas (nove dos quais ainda estão de pé). Baseada em uma pintura de Hubert Robert e projetada por Richard Mique, a vila ficou conhecida como Hameau de la Reine. Essa busca por uma vida simples, inspirada no mito da Arcádia de Virgílio e Teócrito, foi considerada escandalosa e inadequada para uma rainha.

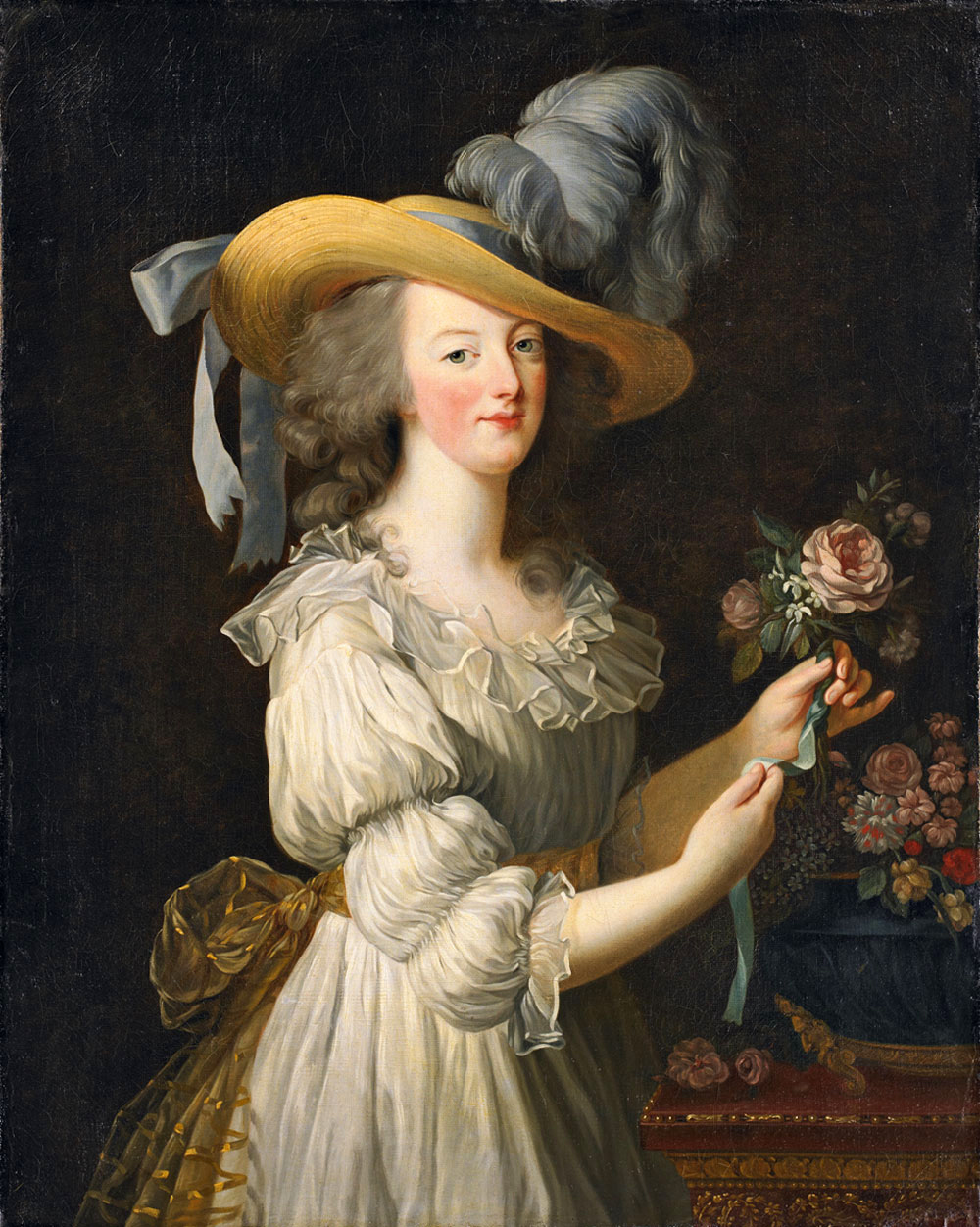
Maria Antonieta com vestido de musselina branca e chapéu de palha
Elisabeth Vigée-Le Brun, 1783

Nessa época, José II pediu à irmã que convencesse seu marido a apoiar a Áustria e a Rússia na partição do Império Otomano. De fato, Maria Antonieta, tentando promover os interesses austríacos, aproximou-se mais uma vez do marido, engravidando em seguida. Todavia, desta vez, as manobras da rainha não surtiram resultados úteis para os Habsburgo. Em 1 de novembro de 1783, já em adiantado estado de gravidez, ela sofreria um aborto espontâneo, do qual levaria meses para se recuperar. Numa prolongada fase depressiva, Maria Antonieta sofreu grande influência da duquesa de Polignac, que conseguiu obter dela nomeação de Charles Alexandre de Calonne como controlador-geral de finanças. A política desastrosa de Calonne levou a França à completa insolvência e, nos anos seguintes, tornou-se um dos maiores inimigos da rainha.
Em 1784, o rei proibiu a encenação de As Bodas de Fígaro de Beaumarchais pelo conteúdo explícito que ia contra os interesses da aristocracia. A rainha e sua comitiva fizeram várias representações ao rei, que terminou por levantar a proibição. O espetáculo, representado diante da rainha e do rei Gustavo III da Suécia, foi um grande sucesso. O soberano sueco, que viajava incógnito a Paris, alertou Maria Antonieta sobre o conteúdo perigoso da peça e ela acusou sua entourage de induzi-la a fazer Luís XVI mudar de ideia sobre a proibição. Estes seriam os primeiros sinais de desentendimento entre a rainha e a duquesa de Polignac. Logo após a partida do rei da Suécia, Maria Antonieta descobriu que estava grávida novamente.
Ao mesmo tempo, José II, que travava a chamada "Guerra Silenciosa" ou "Guerra das Marmitas" contra os holandeses, inquiriu sua irmã sobre uma possível intervenção de Luís XVI a seu favor, mas o rei recusou. Em carta, Maria Antonieta explicou ao irmão que não tinha qualquer influência sobre o rei nas questões políticas. Por fim, Luís XVI interveio e comprometeu-se a pagar uma quantia em dinheiro à Holanda em nome da Áustria, ação atribuída à influência da rainha. A dedicação de Maria Antonieta à Casa d'Áustria escandalizou muitas pessoas na corte, aumentando sua impopularidade já constantemente alimentada por panfletos difamatórios e pelas maledicências sobre seu comportamento frívolo e leviano. A rainha passou a ser odiada tanto pelo povo quanto pela maior parte da corte.
Com o avanço da gravidez, Maria Antonieta convenceu o rei a comprar de Luís Felipe, Duque de Chartres, o Castelo de Saint-Cloud. A exorbitante quantia gasta na transação acirrou ainda mais o ódio contra ela, especialmente porque o castelo não foi adquirido como um bem do Estado, mas como propriedade privada da rainha da França. Em 27 de março de 1785, nasceu o terceiro filho do casal real, que foi batizado como Luís Carlos.

### O caso do colar

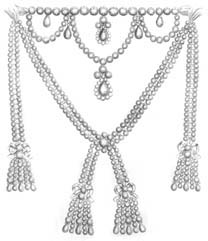
O colar de diamantes no centro do escândalo. Seu custo foi de libras, o equivalente a cerca de 500 kg de ouro

Em 1785, a rainha, que vinha atuando como atriz no teatro do Petit Trianon, decidiu encenar a famosa comédia O Barbeiro de Sevilha, de Beaumarchais. Em 12 de julho, enquanto ela ensaiava, recebeu um bilhete de Boehmer, o joalheiro da corte, agradecendo-lhe por ter comprado um colar e lembrando-lhe que a data de pagamento da primeira parcela se aproximava. Maria Antonieta não entendeu do que o bilhete tratava e acabou queimando-o.
A verdade sobre o assunto veio à tona pouco depois. Boehmer estava convencido de que havia vendido um colar de diamantes à rainha, tendo o cardeal de Rohan como avalista, a quem Maria Antonieta não dirigia a palavra havia mais de uma década. Em 15 de agosto, perante o rei e a rainha, Rohan foi questionado sobre o assunto, sendo preso em seguida diante dos cortesãos presentes na Sala dos Espelhos. Antes de ser levado em custódia, Rohan conseguiu que seus cúmplices destruíssem quase todos os documentos comprometedores sobre o caso. Alguns dias depois ele foi preso na Bastilha. As investigações realizadas pela coroa apontaram que o cardeal, tentando aproximar-se de Maria Antonieta, havia sido enganado pela condessa Jeanne de La Motte-Valois, que também foi presa e levada para a Bastilha. Durante algum tempo, a condessa fez ver ao cardeal que ela era amiga íntima da rainha, graças a uma longa correspondência falsa e um encontro, ocorrido durante a noite nos jardins de Versalhes, com uma prostituta chamada Nicole D'Oliva, vestida como Maria Antonieta. Sabedora da existência do colar de Boehmer, a condessa de La Motte fez com que o cardeal o comprasse e o entregasse a ela. A joia, desmontada em várias peças, foi vendida em Londres pelo marido da condessa.
Em 25 de agosto, Maria Antonieta exigiu um julgamento público para mostrar a todos que era inocente. Após um longo processo, concluído em 31 de maio de 1786, os resultados foram os seguintes: apesar de culpado do crime de lesa-majestade, Rohan foi absolvido e todas as acusações que pesavam contra ele foram declaradas inexistentes; assim, o parlamento de Paris mostrou que ousava desafiar a autoridade do rei. A condessa de La Motte, no entanto, foi condenada a ser marcada publicamente como ladra e à prisão perpétua na Salpêtrière. A absolvição de Rohan não foi apreciada pela corte de Versalhes e Luís XVI mandou-o para o exílio. Profundamente abalada, Maria Antonieta deu-se conta de sua imagem perante a opinião pública: uma mulher má, que dilapidava os cofres do Estado, manipulava o soberano a favor dos interesses do imperador austríaco e traía o marido para satisfazer seus instintos lascivos.
Nesse meio tempo, a rainha cortou parte de suas despesas e adotou um estilo de trajar mais sóbrio e adequado a uma soberana. Grávida pela quarta vez em pleno andamento do processo, Maria Antonieta deu à luz em 9 de julho de 1786 uma menina prematura que recebeu o nome de Maria Sofia Helena Beatriz. Fora do palácio, entretanto, a rainha foi alvo de numerosos panfletos pornográficos e satíricos, surgidos após o caso do colar.

### Atividade política

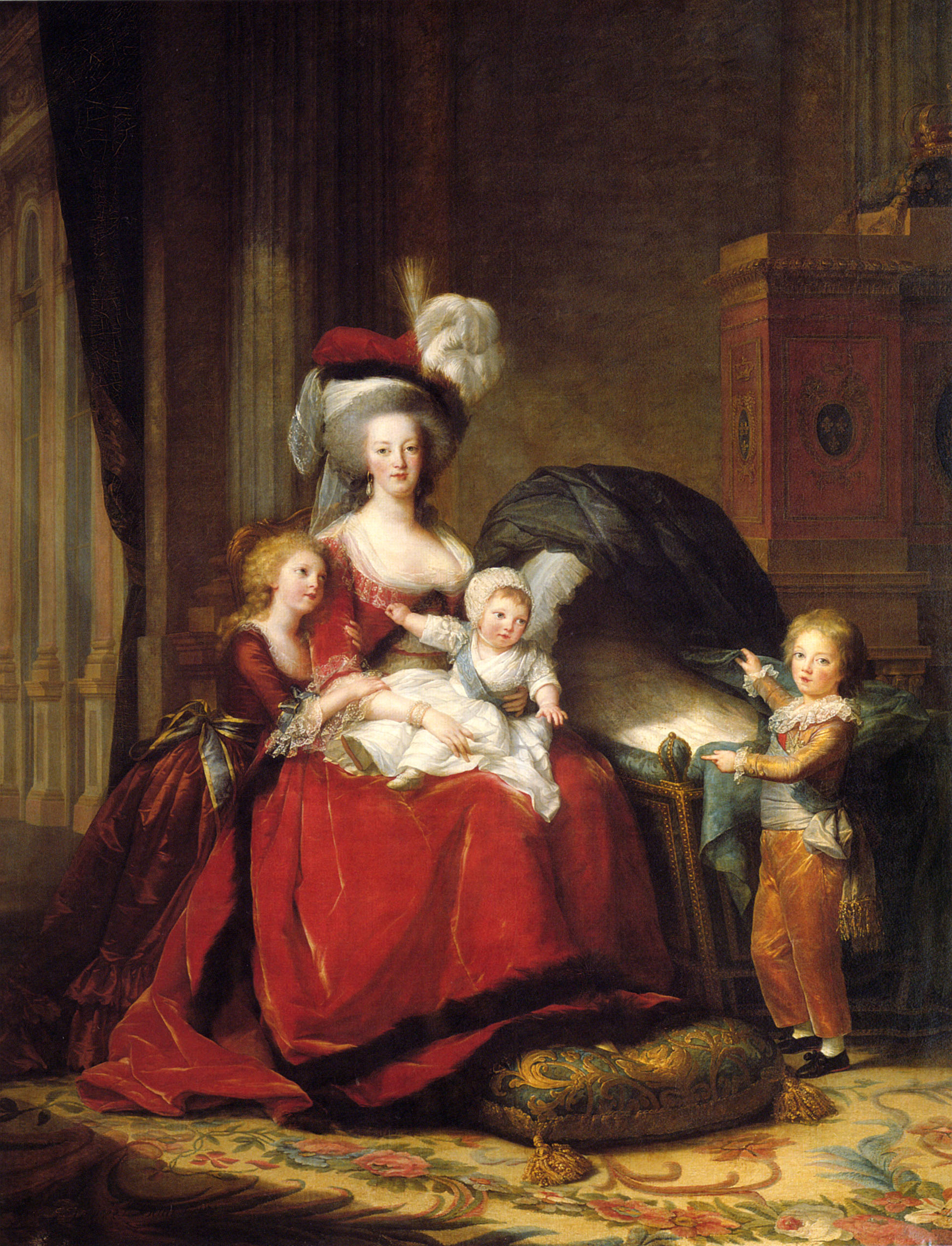
Maria Antonieta com seus filhos
Elisabeth Vigée-Le Brun, 1787

A grave crise financeira iniciada em 1783 agravou-se a tal ponto que o rei, em acordo com o ministro Calonne, decidiu convocar a Assembleia dos Notáveis (após uma pausa de 160 anos) numa tentativa de implementar algumas reformas necessárias para aliviar a situação o país. Mesmo estando ausente das reuniões, Maria Antonieta foi acusada de tentar frustrar seus propósitos. A verdade é que, com ou sem a presença da rainha, a Assembleia revelou-se infrutífera e Luís XVI demitiu Calonne. Maria Antonieta permanecia sem se intrometer na política interna, aceitando passivamente as decisões do marido, como quando o rei ignorou a indicação de um candidato pró-Áustria para o cargo de ministro dos negócios estrangeiros. Nessa ocasião, a rainha declarou ao embaixador Mercy que "não era justo que a corte vienense nomeasse ministros na corte de Versalhes".
O rei, porém, caiu em depressão profunda e Maria Antonieta, que nunca havia aspirado ao poder, viu-se obrigada a abandonar sua vida frívola e tratar dos assuntos de Estado. Surpreendentemente, a política da rainha revelou-se radicalmente antiaustríaca, demonstrando que sua principal preocupação era a estabilidade da França para o bem de seus herdeiros, os Fils de France. Em maio, para substituir Calonne como ministro das Finanças, o rei nomeou o arcebispo Loménie de Brienne, um aliado político da rainha, que a aconselhou a fazer grandes cortes em suas despesas e nas de seus amigos. A redução dos gastos não melhorou sua popularidade, mas afastou-a de seus amigos e a população passou a compará-la a Fredegunda e Isabel da Baviera - as mais terríveis e odiadas rainhas de França.
Brienne não obteve melhores resultados que seu antecessor e, em 25 de maio, a Assembleia de Notáveis foi dissolvida. Considerada responsável por esses fracassos, Maria Antonieta tentou em vão reagir com a sua ingênua propaganda, deixando-se retratar por Madame Vigée Le Brun junto aos filhos, como a mãe da França. No mesmo período, Jeanne de La Motte-Valois escapou da prisão e fugiu para Londres onde, sob a proteção de Calonne, publicou suas memórias contra a rainha.
A política do rei, que exilou o parlamento de Paris em 11 de novembro, favoreceu aqueles que apoiavam seu primo, o duque de Orléans. Do Palais-Royal, sua residência em Paris, ele começou uma intensa campanha contra a coroa e, especialmente, contra a rainha, de quem o duque sentia um ódio particular. Os percalços aos quais o rei e a rainha foram submetidos acabaram por prejudicar sua saúde: Luís XVI sofreu uma violenta crise de erisipela, enquanto a soberana, devido a algum distúrbio não diagnosticado, passou a engordar. Após a eclosão de vários tumultos o rei, em 8 de julho e 8 de agosto, anunciou sua intenção de convocar os Estados Gerais, tradicional órgão legislativo que não era convocado desde 1614.

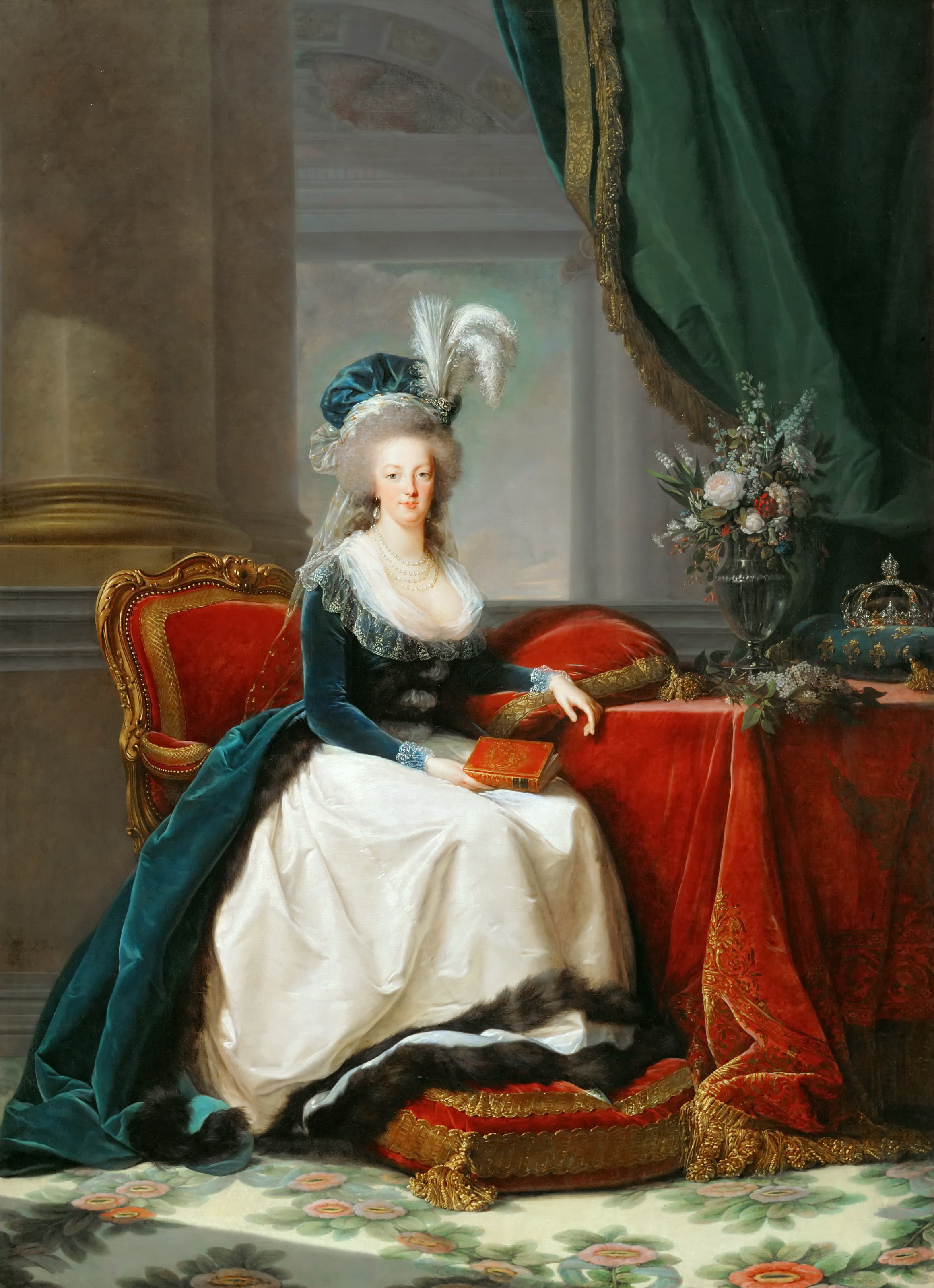
Maria Antonieta com um livro
Último retrato oficial da rainha pintado por Elisabeth Vigée-Le Brun, 1788

A rainha não esteve diretamente envolvida no exílio do parlamento, nos editais de maio ou na convocação dos Estados Gerais. Sua principal preocupação, entre o final de 1787 e o início de 1788 foi a frágil saúde do delfim, num estágio avançado de tuberculose que lhe havia provocado o encurvamento da coluna vertebral. Ela foi, no entanto, o artífice da chamada de Jacques Necker para ocupar novamente o cargo de ministro das finanças, em 26 de agosto; uma jogada populista e arriscada, pois a rainha sabia que o povo se voltaria contra ela se a nomeação do suíço não estabilizasse as finanças do país. Sua previsão concretizou-se quando o preço do pão começou a subir devido ao inverno rigoroso (um dos mais frios da história) entre 1788 e 1789 e após a má colheita do verão anterior. Várias revoltas eclodiram por toda a França: padarias foram saqueadas e as tropas enviadas para abrir fogo contra a multidão.
Em 4 de maio de 1789 teve lugar o desfile de abertura dos Estados Gerais. Maria Antonieta foi o principal alvo da multidão que gritava, à sua passagem, a frase: "Viva o duque de Orléans". No dia seguinte, quando os três estados se reuniram em Versalhes, a rainha foi recebida com silêncio na sala. Os soberanos não tomaram parte nos acontecimentos daqueles dias, preocupados que estavam com a agonia do delfim. De fato, Maria Antonieta permaneceu em Meudon, ao lado do filho, até à morte deste, na noite de 4 de junho, aos oito anos de idade. O casal real velou o corpo do filho toda a noite, mas, devido às regras de etiqueta, não pôde assistir aos funerais na Basílica de Saint-Denis. A morte do delfim, que normalmente causaria comoção nacional, foi praticamente ignorada pelo povo francês, mais preocupado com as reuniões dos Estados Gerais e esperançoso de melhorias sociais. "Meu filho está morto e não parece importar a ninguém!", exclamou a rainha. Quando o Terceiro Estado declarou uma Assembleia Nacional autoconstituída no salão de tênis, surgiram rumores de que a rainha desejava banhar-se no sangue dos cidadãos. Na verdade, nesse momento a rainha encontrava-se em profunda depressão pela morte do filho.

### A Revolução

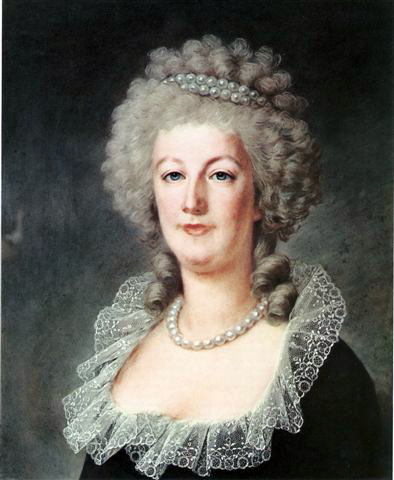
Maria Antonieta Alexandre Kucharsky, 1791, pintor da corte após a fuga de Elisabeth Vigée-Le Brun para o exterior

A situação começou a evoluir de forma violenta nos meses de junho e julho, quando a Assembleia Nacional passou a exigir mais e mais direitos a Luís XVI que, por sua vez, tentava limitar e reprimir o poder do Terceiro Estado. A rainha e os irmãos do rei exigiram a imediata dissolução dos Estados Gerais, de preferência com a prisão dos militantes mais destacados do Terceiro Estado. Maria Antonieta, que não compreendia as aspirações do povo, acreditava que os distúrbios eram provocados por terceiros, que incitavam os súditos a lutar contra a coroa. Em sua concepção, numa monarquia absoluta não havia lugar para deputados eleitos exercerem o poder legislativo. Em 11 de julho, a notícia da demissão de Necker espalhou-se por Paris, provocando inúmeros distúrbios que culminariam com a Tomada da Bastilha, três dias mais tarde.
Nas semanas que se seguiram, muitos dos monarquistas conservadores, incluindo o conde d'Artois e a duquesa de Polignac, fugiram da França por temerem uma onda de assassinatos. Maria Antonieta, mesmo angustiada por saber que sua vida corria perigo, decidiu ficar para ajudar o marido a restabelecer a tranquilidade, embora o poder do rei tivesse sido progressivamente limitado pela Assembleia Constituinte que, então sediada em Paris, passou a recrutar homens para a Guarda Nacional.
No clima do Grande Medo que varreu o país entre julho e agosto, a figura de Maria Antonieta personificava os horrores de uma sangrenta contrarrevolução. Em 1 de outubro, foi oferecido no Palácio de Versalhes um jantar em honra do Régiment de Flandres (regimento de infantaria regular do exército real), evento que foi noticiado em Paris como orgia antirrevolucionária. Em 5 de outubro, uma multidão armada, composta em sua maioria por mulheres, marchou sobre Versalhes para exigir pão e apresentar uma petição ao rei. Na manhã de 6 de outubro os apartamentos reais foram invadidos, havendo mortes entre os manifestantes e os guardas. A família real, então, foi forçada a voltar para Paris, sendo alojada no Palácio das Tulherias e sob a vigilância.
Maria Antonieta escreveu aos seus amigos, dizendo que não tinha intenção de vincular-se ainda mais à política francesa porque, participando ou não, tudo seria inevitavelmente atribuído a ela e que temia as repercussões de um maior envolvimento. Apesar da situação, a rainha continuou a desempenhar suas funções na distribuição de esmolas e nas cerimônias religiosas, mas dedicava a maior parte de seu tempo aos filhos. Nas Tulherias, a família real estava virtualmente em prisão domiciliar e, muitas vezes, era alvo de insultos recebidos da rua. A rainha permanecia confinada no palácio; raramente aparecia em público e vestia-se com simplicidade. Porém, sua atitude reservada foi interpretada negativamente e ela passou a ser acusada de frieza e distanciamento.

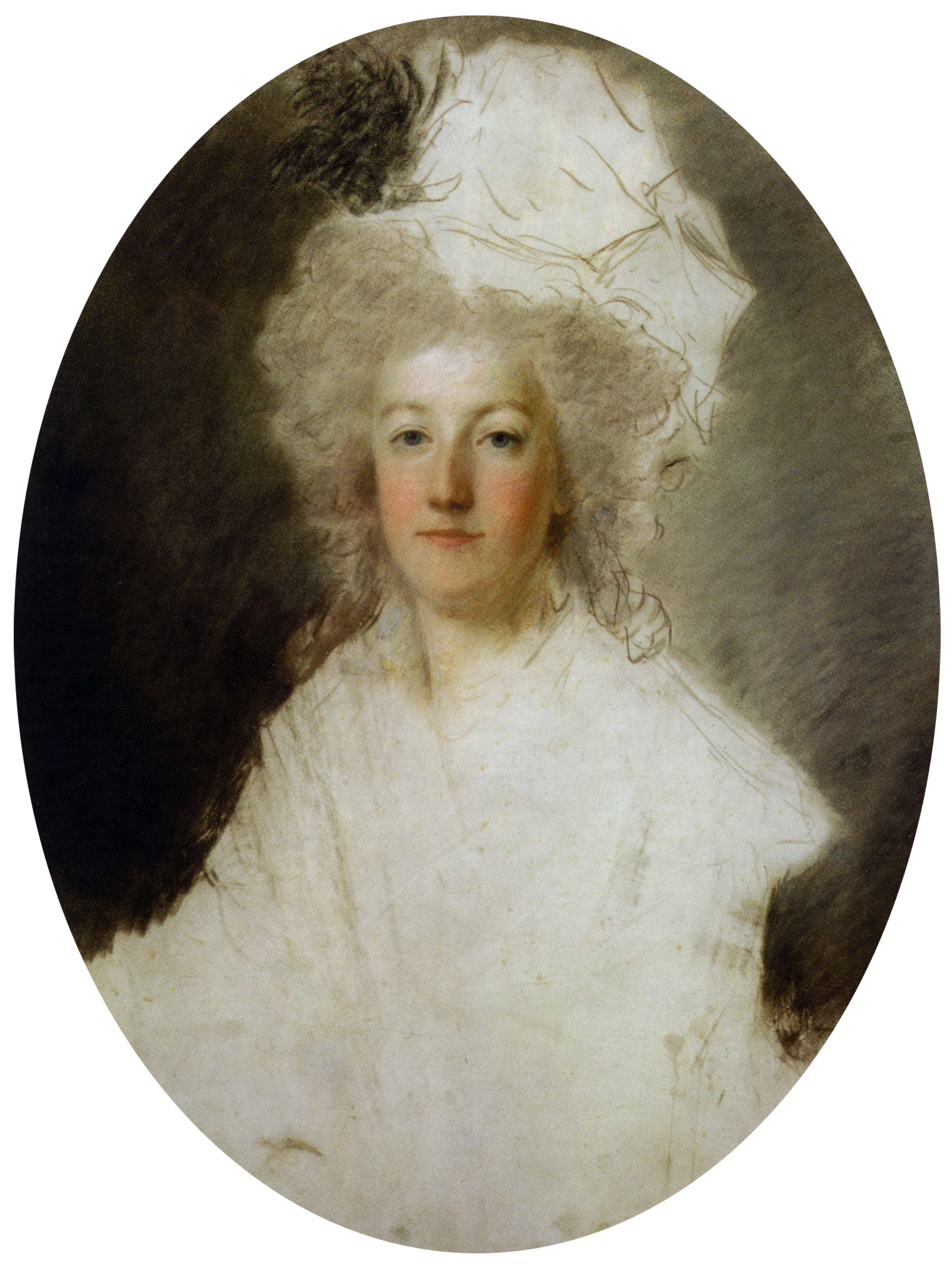
Maria Antonieta pouco antes da Fuga de Varennes Pastel inacabado de Alexandre Kucharsky. No canto inferior esquerdo pode-se ver o golpe da baioneta de um revolucionário

Em fevereiro de 1790, Luís XVI foi forçado a aprovar a Constituição. Nessa época começaram os contatos entre o soberano e o conde de Mirabeau, um nobre simpatizante da revolução que decidiu ajudar a monarquia, orientando-a para um modelo constitucional. Embora Maria Antonieta desaprovasse a conduta moral do conde, aceitou sua ajuda. Mirabeau, por sua vez, admirava a rainha por sua determinação "viril", chegando mesmo a declarar: "O rei tem apenas um homem com ele: sua mulher!".
Em troca de dinheiro, o deputado teria enviado várias notas aos soberanos a fim de esclarecer-lhes a situação política, de acordo com seu ponto de vista. Mirabeau conseguiu incluir na carta constitucional significativas melhorias na situação do rei, trazendo alguma tranquilidade aos soberanos. No exterior, os Luís XVI e Maria Antonieta eram vistos pelos monarquistas emigrados como traidores da causa monárquica enquanto, em Paris, o rei era visto como um traidor da nação e, como tal, merecedor da pena de morte. Todas essas fontes de preocupações contínuas e diárias (todos os dias surgiam rumores de atentados contra a rainha ou de seu encerramento num convento) envelheceram precocemente a jovem rainha, que contava apenas 35 anos. O constante medo da morte, sua e de sua família, marcaram-na profundamente. Em 2 de abril de 1791, Mirabeau morreu.
Em 21 de junho de 1791, a família real tentou fugir para os Países Baixos Austríacos mas, a poucos quilômetros da fronteira, próximo à cidade de Varennes-en-Argonne, foi reconhecida, presa e levada de volta a Paris. Durante a viagem, foram atacados e insultados. A tentativa de fuga acabou por destruir a já abalada ideia da sacralidade da pessoa do rei. Começou-se a pensar que um rei que havia traído a nação e ainda tentava fugir, já não era necessário nem mesmo ao Estado.
Enquanto isso, Maria Antonieta continuava com um jogo duplo: por um lado, retomou os contatos com as cortes da Europa a procura de apoio; por outro, contava com a ajuda de Antoine Barnave, um jovem político moderado que conhecera no retorno de Varennes, para tirar a monarquia do impasse em que se encontrava devido à tentativa de fuga. A rainha, no entanto, não se deu conta de que o jovem não tinha nem mesmo um lampejo da influência que Mirabeau exercia sobre a Assembleia, a qual estava muito mais em consonância com a fúria do povo contra os soberanos. Apesar disso, Barnave escreveu várias cartas para o casal real, tentando convencê-los a abandonar o movimento contrarrevolucionário e a aceitar a Constituição, cujos principais itens, segundo palavras de Maria Antonieta a Mercy, eram uma "série de absurdos irrealizáveis".
Finalmente, em 14 de setembro de 1791, o rei ratificou a primeira constituição francesa. Mais tarde, solicitado pela Assembleia, Luís XVI declarou guerra à Áustria mas, em junho de 1792, usou seu poder de veto contra a deportação de padres refratários (clérigos que tinham jurado fidelidade à Constituição) e a formação de um corpo de soldados provinciais a serem alocados nos arredores de Paris. Em 20 de junho de 1792, o povo em armas atacou pela primeira vez o Palácio das Tulherias. A membros da família real foram novamente insultados, mas mantiveram a compostura diante de cada ameaça.
Os acontecimentos de 20 de junho foram apenas um ensaio geral do que aconteceria em 10 de agosto. Nesse dia houve o mais sangrento ataque ao palácio, que marcou a derrocada final da monarquia francesa. No ataque morreram todos os guardas suíços (Cent-Suisses) do rei e muitos nobres permaneceram para defender a família real, que se refugiou na Assembleia Nacional. Por ordem da Comuna, a família real foi transferida para Torre do Templo, um antigo mosteiro dos Templários utilizado à época como prisão. Os soberanos, seus filhos e a irmã do rei foram encarcerados; Madame Campan, primeira camareira da rainha, e a princesa de Lamballe não tiveram autorização de acompanhá-los. Esta última foi morta e esquartejada durante os massacres de setembro e sua cabeça foi levada em procissão sob as janelas da rainha, que desmaiou de horror. Poucos meses depois, iniciou-se o processo que condenou Luís XVI à morte na guilhotina, em 21 de janeiro de 1793, na atual Place de la Concorde, em Paris.

### A viúva Capeto

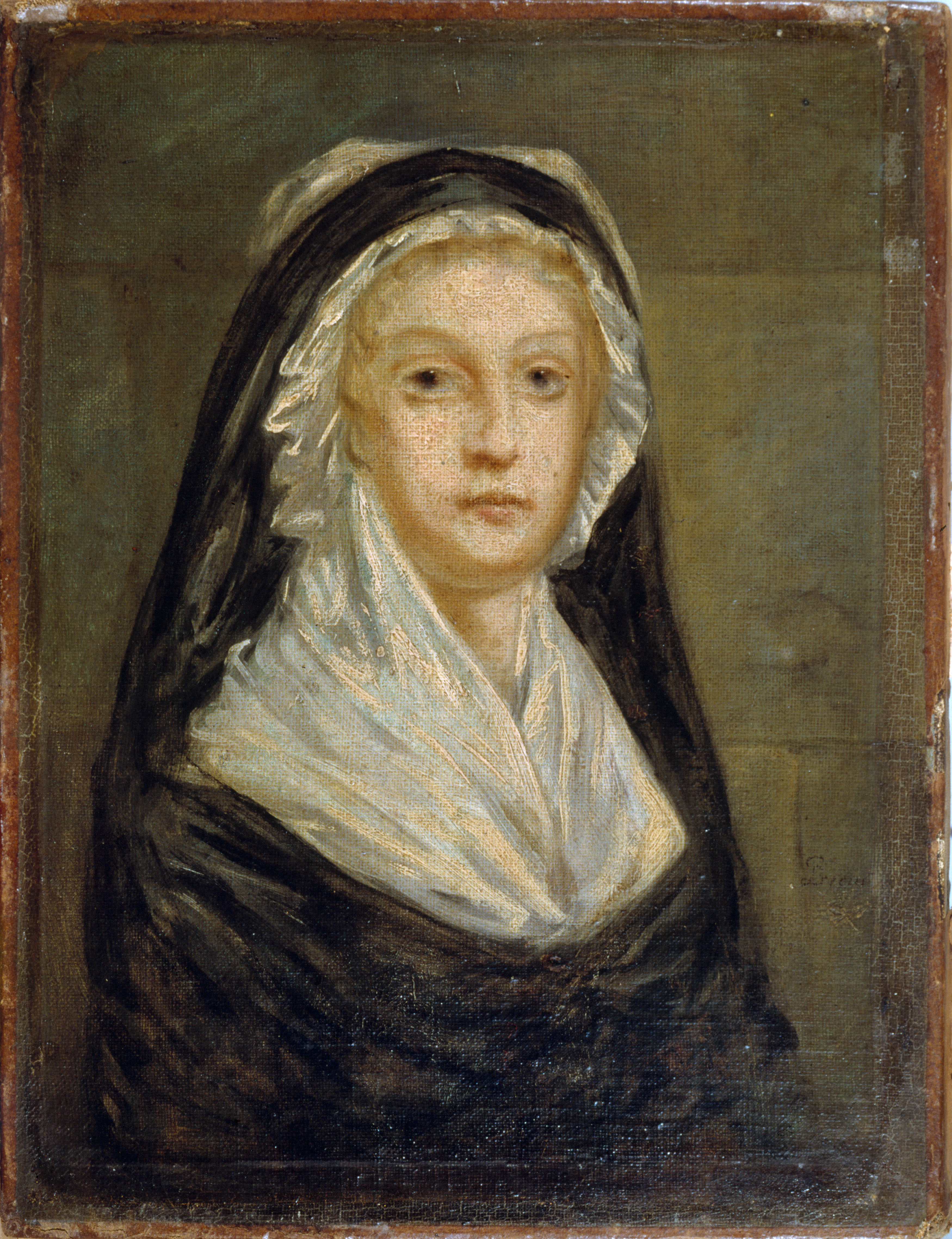
Maria Antonieta na Conciergerie
Alexandre Kucharsky, 1793

Após a morte do rei, a viúva Capeto, como Maria Antonieta passou a ser chamada, viveu vários meses em confinamento na Torre do Templo com sua filha Maria Teresa, sua cunhada Isabel e o delfim (Luís XVII para os legitimistas). Nesse período, o chevalier de Jarjayes (um general monarquista) conseguiu entrar no cárcere e propor um plano de fuga para a rainha, mas ela recusou-se a sair sem seus filhos. A pedido da Convenção, Luís Carlos foi separado da família em 3 de julho. Segundo Maria Teresa relataria mais tarde, Maria Antonieta opôs-se fortemente à determinação, apenas cedendo quando os carcereiros ameaçaram usar de violência contra o delfim. A educação de Luís Carlos foi confiada a Antoine Simon, um sapateiro analfabeto. Sua tarefa era colocar o menino contra a mãe para que ele fosse usado como arma no julgamento de Maria Antonieta. Em 6 de outubro, Luís Carlos assinou uma declaração em que acusava sua mãe de tê-lo iniciado em práticas masturbatórias e incestuosas.
Maria Antonieta foi transferida para a prisão da Conciergerie em 2 de agosto de 1793. A ex-rainha, muito doente e sofrendo de uma grave hemorragia, encontrou consolo na leitura e nos cuidados de Rosalie Lamorlière, a camareira da prisão, que cuidou dela. Durante sua estadia na Conciergerie foi organizado um novo plano de fuga pelo chevalier de Rougeville, que também não foi bem-sucedido. A Convenção acumulava petições pedindo a execução da ex-rainha e, em 5 de outubro, foi pronunciado um discurso contra ela, onde foi chamada "a vergonha da humanidade e do seu sexo". Em um interrogatório preliminar foi feita uma referência clara à sua acusação: alta traição. Foi-lhe perguntado se ela tinha ensinado "a arte da dissimulação" ao marido, com a qual o rei tinha enganado o povo da França; Maria Antonieta respondeu: "Sim, o povo tem sido enganado, tem sido cruelmente enganado, mas não por meu marido ou eu". A ex-rainha continuava a acreditar nos preceitos da monarquia absoluta, instituída por Deus, e de acordo com essa lógica, qualquer um que ousasse se rebelar contra ela deveria ser considerado um criminoso e ser condenado à morte. As lógicas da monarquia e da revolução eram absolutamente inconciliáveis.

### Processo e execução

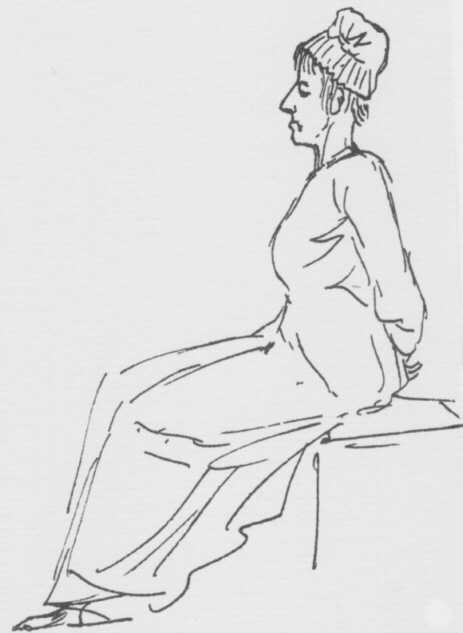
Maria Antonieta conduzida ao patíbulo
Esboço de Jacques-Louis David

Em 14 de outubro, perante o Tribunal Revolucionário, Maria Antonieta foi comparada às rainhas más da antiguidade e da Idade Média. A acusação pretendia apresentá-la como responsável por todos os males da França desde sua chegada ao país. O processo baseava-se fundamentalmente em três acusações: "esgotamento do tesouro nacional", "negociações e correspondências secretas" com o inimigo (Áustria e monarquistas) e "conspiração contra a segurança nacional e a política externa do Estado". Era evidente que a ex-rainha seria julgada por alta traição.
Quarenta e uma testemunhas arroladas pela promotoria difamaram e insultaram Maria Antonieta, que foi acusada de conspiração de assassinato, falsificação de assinaturas e traiçoeira revelação de segredos aos inimigos da França. A rainha defendia-se com vigor e não se constatou em seu depoimento nenhuma contradição. O deputado Jacques-René Hébert apresentou ao tribunal uma acusação de incesto contra Maria Antonieta que, à época, estava impedida de ver seu filho, de apenas oito anos. A ex-rainha permaneceu impassível, até que foi inquirida novamente. Visivelmente agitada, ela levantou-se e exclamou: "Se não respondo, é porque a própria natureza se recusa a responder a tal acusação feita contra uma mãe! Faço um apelo a todas as mães presentes". Maria Antonieta teve o apoio dos cidadãos da audiência e o julgamento foi interrompido por dez minutos. Quando Robespierre soube do episódio, amaldiçoou Hebert por ter dado à ex-rainha seu "último triunfo público".

Ao final do processo, a ex-rainha esperava ser condenada à deportação. Ela estava certa de não ter cometido os crimes dos quais era acusada, pois só havia tentado salvar a monarquia da forma como a compreendia; mas isso foi considerado alta traição pela república francesa. No entanto, seu julgamento era evidentemente uma farsa, pois o veredicto já havia sido decidido previamente e o júri condenou-a por unanimidade à pena de morte. Maria Antonieta ouviu a sentença sem dizer uma palavra. De volta à cela, foi-lhe dado material para escrever seu testamento, enviado à sua cunhada, Madame Isabel:

"É a vós, minha irmã, que escrevo pela última vez. Acabo de ser condenada, não a uma morte vergonhosa, pois esta é tão somente para os criminosos, mas a que me juntará ao vosso irmão. Inocente como ele, espero mostrar a mesma firmeza que ele em seus últimos momentos. Estou calma, como quando a consciência nada tem a condenar. Lamento profundamente deixar meus pobres filhos; sabeis que eu só vivia para eles e para vós, minha boa e terna irmã. Vós, que por amizade, sacrificastes tudo para estar conosco, em que posição vos deixo!
Eu soube, através dos advogados de defesa, que minha filha está separada de vós. Ai de mim! A pobre criança, não me atrevo a escrever-lhe, ela não receberá minha carta. Eu nem mesmo sei se esta chegará a vós. Recebais, pelas duas, minha bênção. Espero que um dia, quando forem mais velhos, eles possam reencontrar-vos e desfrutar plenamente de vossos ternos cuidados. Acredito que nunca deixei de inspirá-los, que os princípios e o estrito cumprimento de seus deveres são a base primária da vida, que sua amizade e confiança mútua os façam felizes.
Minha filha, por sua idade, deve sempre ajudar o irmão, inspirando-o com os conselhos de sua maior experiência e sua amizade; que meu filho, por sua vez, tenha pela irmã todos os cuidados, os obséquios que a amizade possa inspirar; finalmente, que ambos sintam que, em qualquer posição em que se encontrem, estarão felizes por sua união. Que eles nos tomem como exemplo. Quanto consolo nos dão nossos amigos em nossos infortúnios e, na felicidade, como é dobrada quando podemos compartilhá-la com um amigo; e onde encontrar mais ternura, mais bem querer que em sua própria família?
Que meu filho nunca esqueça as últimas palavras de seu pai, as quais eu repito expressamente: que ele nunca tente vingar nossas mortes! Tenho que vos falar sobre algo muito doloroso para meu coração. Sei como esta criança deve causar-vos problemas; perdoai-o, minha querida irmã, pensai em sua idade e em como é fácil dizer a uma criança o que desejais, e mesmo assim ele não entende. Um dia virá, eu espero, em que ele se sentirá melhor e valorizará vossa bondade e vossa afeição por ambos. Ainda tenho alguns pensamentos para vos confiar. Eu queria escrever desde o início do julgamento, mas não me deixavam, as coisas aconteceram tão rápido que, na verdade, eu não teria tido tempo.
Morro na religião Católica, Apostólica e Romana, a de meus pais, aquela em que fui criada e que sempre professei. Não tendo nenhum consolo espiritual a esperar, sem saber se aqui ainda existem sacerdotes dessa religião, e mesmo (se existissem ainda padres) o lugar (a prisão) onde eu estou os exporia a muito riscos, se eles me falassem, ainda que fosse só uma vez. Eu peço sinceramente perdão a Deus por todas as faltas que eu cometi desde que nasci. Espero que em Sua bondade, Ele possa receber meus últimos votos, assim como tem feito há tanto tempo, porque desejo que Ele receba minha alma em Sua grande misericórdia e bondade. Eu peço perdão a todos aqueles que conheço, e a Vós, minha irmã, em particular, de todos os sofrimentos que, sem querer, poder-vos-ia ter causado; eu perdoo todos os meus inimigos pelo mal que me têm feito. Despeço-me de meus tios e de todos meus irmãos e irmãs. Eu tive amigos. A ideia de sermos separados para sempre e suas penas são os maiores arrependimentos que carrego ao morrer; que eles saibam, ao menos, que pensei neles até o último momento.
Adeus, minha boa e terna irmã. Possa esta carta chegar até vós. Pensai sempre em mim. Eu abraço-vos de todo meu coração, assim como minhas pobres e queridas crianças. Meu Deus, quanto me corta o coração deixá-las para sempre! Adeus, adeus! Não vou mais me ocupar com meus deveres espirituais. Como não sou livre nas minhas ações, irão trazer-me, talvez, um padre, mas eu protestarei e não lhe direi uma palavra e irei tratá-lo como um completo estranho."

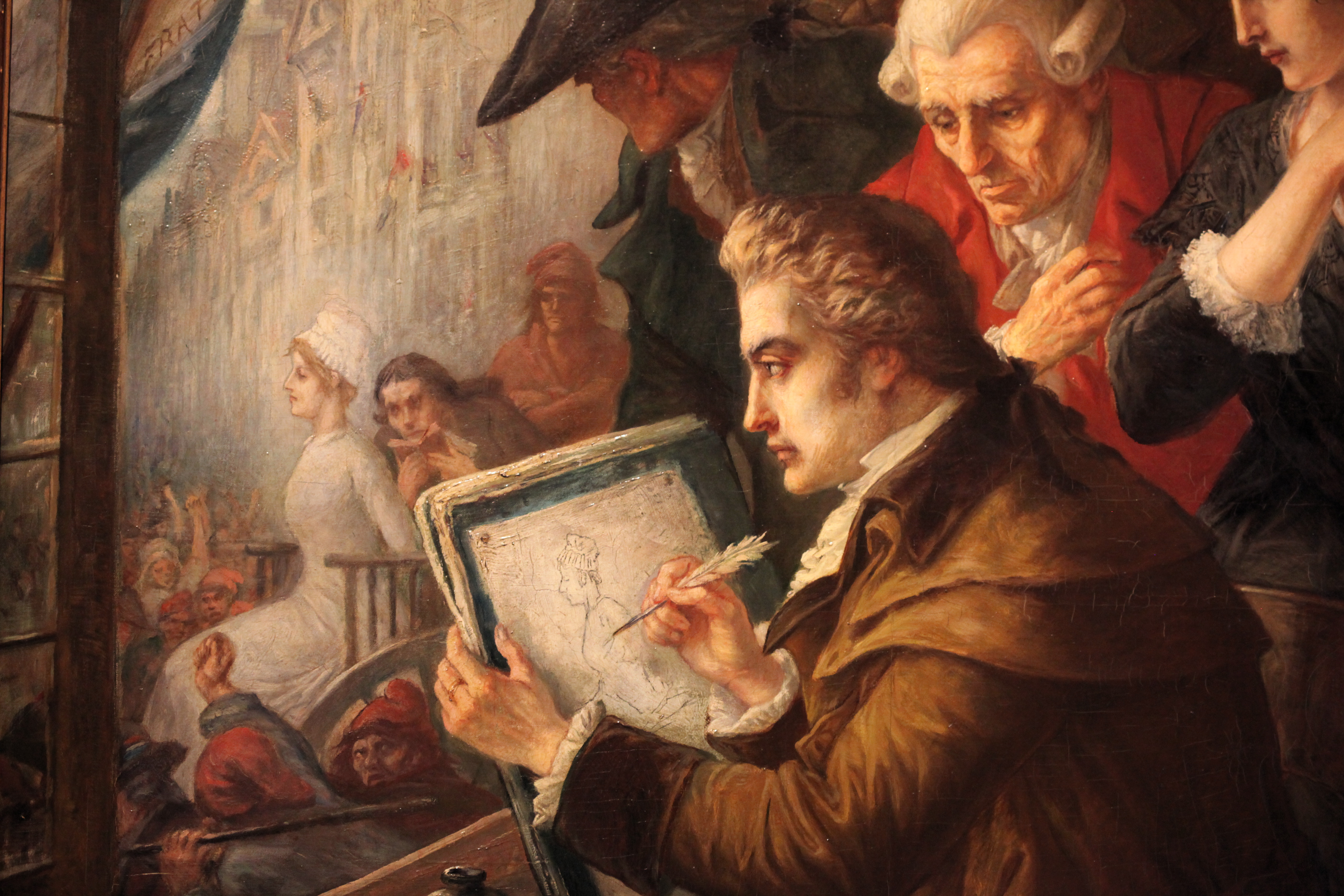
O pintor David desenhando Maria Antonieta por Van den Büssche, (Museu da Revolução Francesa)

Na manhã de 16 de outubro, Maria Antonieta, que havia sido proibida de vestir-se de preto, trajava um vestido branco (a cor do luto para as antigas rainhas de França). Em seguida, o carrasco Henri Sanson, após cortar-lhe o cabelo até a altura da nuca, amarrou suas mãos às costas. A ex-rainha foi levada para fora da prisão e colocada no carro dos condenados à morte. O esboço de Jacques-Louis David e os relatos de cronistas da época retratam Maria Antonieta durante o trajeto para a guilhotina: sentada, as mãos amarradas atrás das costas, os cabelos cortados grosseiramente, os olhos fixos e vermelhos.

Chegando à Place de la Revolution, Maria Antonieta subiu rapidamente os degraus do cadafalso. Ao pisar acidentalmente no pé do carrasco, disse-lhe: "Perdão, senhor. Eu não fiz de propósito". Às 12h15m, a lâmina caiu sobre seu pescoço. O carrasco pegou sua cabeça ensanguentada e apresentou-a ao povo de Paris, que gritava: "Viva a República!".

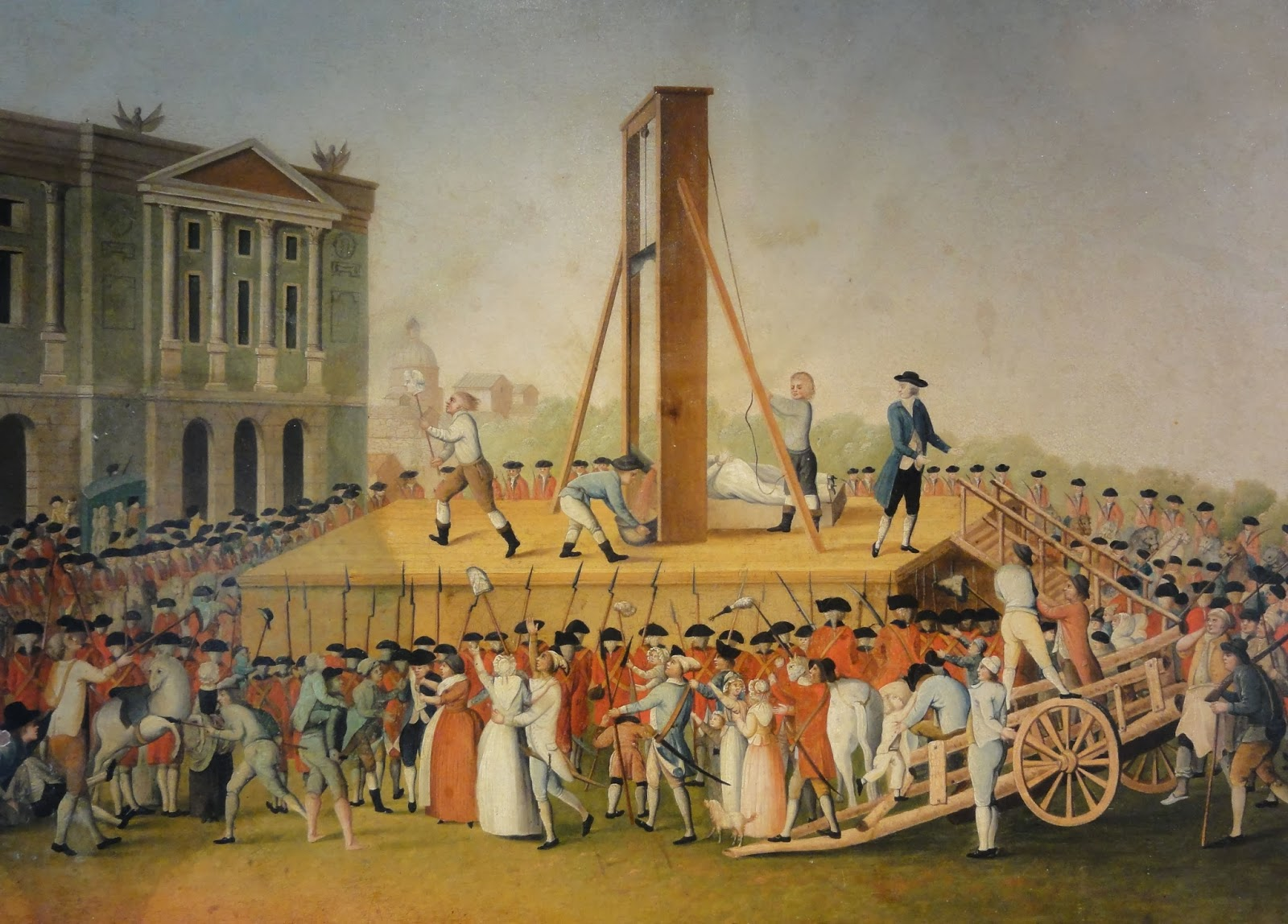
A Execução de Maria Antonieta em 1793

## A "Rainha-mártir"
Após a execução, os restos mortais de Maria Antonieta foram enterrados em uma vala comum no Cimetière de la Madeleine, na rue d'Anjou. Quando a notícia de sua morte se espalhou pela Europa, todos as cortes decretaram luto. A rainha Maria Carolina de Nápoles sofreu de maneira particular pela morte de sua irmã favorita tentando, inclusive, abandonar o idioma francês (o mais falado na época). Luís Carlos (aclamado pelos monarquistas europeus como Luís XVII) teve sua cela lacrada em 19 de janeiro de 1794, vivendo em condições desumanas no meio de detritos, ratos e parasitas, o que piorou os seus problemas de saúde. Libertado após a queda de Robespierre, Luís Carlos morreu em 8 de junho de 1795. Maria Teresa, por sua vez, foi libertada em dezembro de 1795, aos dezessete anos de idade, graças a uma troca de prisioneiros entre a França e a Áustria. Em 1799, ela casou-se com seu primo, o duque d'Angoulême, mas não teve filhos. Vivendo no exílio desde a revolução de 1830, Maria Teresa morreu em 1851, em Frohsdorf. Durante o reinado de Napoleão, outra arquiduquesa austríaca viria a ocupar o cargo de soberana-consorte: Maria Luísa de Áustria.

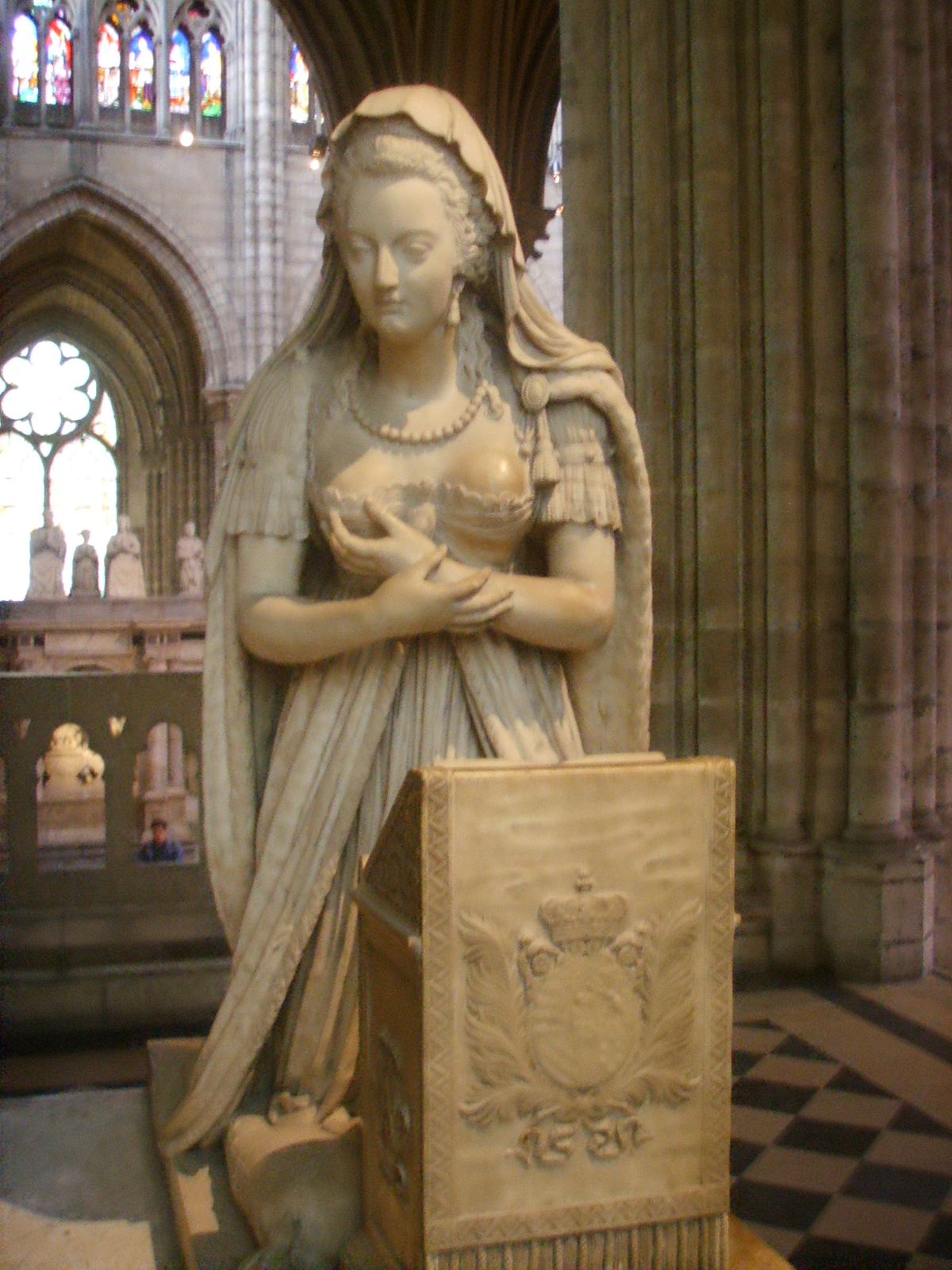
Túmulo de Maria Antonieta na Basílica de Saint-Denis

Após o período napoleônico, o Congresso de Viena levou os Bourbon de volta ao trono da França. O conde de Provença, irmão de Luís XVI, foi aclamado rei com o nome de Luís XVIII. Logo ao assumir trono, o novo soberano procurou dar um enterro digno ao irmão e à cunhada. Seus corpos foram encontrados graças ao advogado Pierre Louis Descloreaux, que vivia na rue d'Anjou à época dos sepultamentos e lembrava-se da localização da vala comum. Os restos de Maria Antonieta foram encontrados em 18 de janeiro de 1815. Embora seu corpo estivesse reduzido a uma pilha de ossos, sua cabeça permanecia intacta. Os restos do rei foram encontrados no dia seguinte. Em 21 de janeiro de 1815, vigésimo segundo aniversário da morte de Luís XVI, houve uma procissão solene até a abadia de Saint-Denis, onde os soberanos foram solenemente sepultados. Por essa época, desenvolveu-se na França o culto à "rainha mártir", para que se expiasse o pecado do regicídio e se idealizasse a vida de Maria Antonieta.
A história de Maria Antonieta fascinou outras cabeças coroadas. A imperatriz Eugênia, consorte de Napoleão III de França, lançou uma moda inspirada em Maria Antonieta e tentou encontrar objetos pessoais da rainha para a Exposição Universal de 1867. Luís II da Baviera criou um culto à Maria Antonieta: mandou erguer uma estátua da rainha no Palácio de Linderhof e sempre que passava por ela, fazia uma reverência e acariciava seu rosto. Alexandra Feodorovna, última czarina da Rússia, mantinha um retrato de Maria Antonieta sobre sua escrivaninha, no Palácio de Inverno. No Palácio de Alexandre, em Tsarskoye Selo, havia uma tapeçaria de Maria Antonieta que era visto como um mau presságio. Em 1896, durante uma visita oficial à França, a czarina ficou feliz por dormir no quarto de Maria Antonieta em Versalhes, enquanto os membros de sua comitiva também viam nisso um gesto de mau agouro. O escritor e poeta Léon Bloy levou ao extremo o culto à Maria Antonieta em seu ensaio "La Chevalière De La Mort..." (1891), onde a rainha é chamada de santa. Bloy, convertendo-se em advogado de Maria Antonieta, pede o seu perdão em nome da França "Oh, mãe ultrajada (...) peço-vos, em nome do Deus Misericordioso, a graça e o perdão para este pobre povo". e conclui dizendo que, no Reino dos Céus "a esperam os fiéis princípios, os desgraçados privados da consolação terrena e a falange dos mártires".
Nos últimos dois séculos a França celebrou mais de uma vez a memória de Maria Antonieta: em 1927 e em 1955 (ano de seu bicentenário de nascimento) foram organizadas exposições sobre a rainha em Versalhes; em 2008, outra exposição, com pinturas e objetos, teve lugar no Grand Palais. Hoje, Maria Antonieta também é considerada um ícone gay e, embora especula-se que sua relação com a duquesa de Polignac fosse sentimental e não sexual, este tributo do mundo LGBT, segundo a historiadora Antonia Fraser, compensa os insultos vulgares de seus contemporâneos. Protagonista de ensaios, filmes, histórias em quadrinhos e desenhos animados, Maria Antonieta, por um lado, é amada por sua vida romântica e trágica, por outro, continua a ter seus detratores. Em 17 de julho de 2008, quase 215 anos após sua morte, o ministro do exterior francês Bernard Kouchner, em nome da França, desculpou-se oficialmente com a Áustria pela execução de Maria Antonieta.

## A relação com Luís XVI

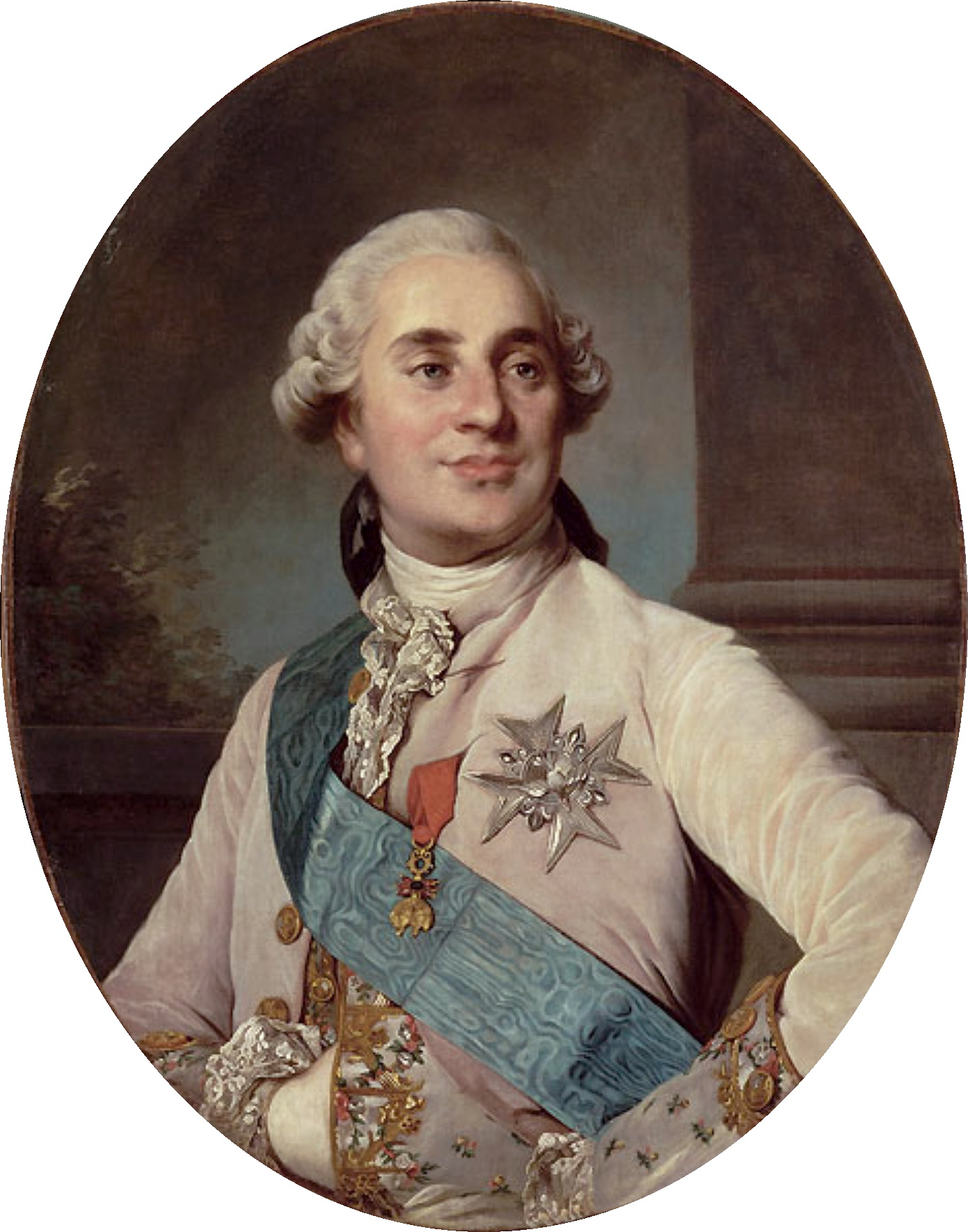
Luís XVI, aos vinte anos de idade
Joseph Duplessis, no Palácio de Versalhes

Apesar de terem sido completamente diferentes, tanto no comportamento quanto no físico, o casamento entre o rei e a rainha da França foi descrita como agradável e feliz. Em geral, a "covardia física" de Luís XVI e a "preguiça de alma" de Maria Antonieta eram suficientes para evitar atritos entre ambos. A única sombra que pesava sobre a vida do casal foi a não consumação do casamento em seus primeiros sete anos. Esse doloroso fardo exibido pelos cônjuges diante de toda a corte que, à época, debochava dos insucessos sexuais do casal, deixou uma marca indelével. Não sendo capaz de satisfazê-la sexualmente, Luís XVI permitiu que Maria Antonieta se entregasse ao luxo e aos prazeres frívolos. Havia, entretanto, muitas ações e comportamentos da esposa que contrariavam o rei: suas vultosas despesas consideráveis, suas amizades, o excesso de festas, entre outros. Maria Antonieta, no entanto, conseguia tudo o que exigia do marido (exceto na política), que tinha uma complacência ilimitada nos confrontos com a esposa, como a pedir desculpas por seus pecados, que o faziam sofrer tanto.
A aquiescência do marido nos confrontos fazia a soberana sentir-se superior a ele. Além disso, durante anos, a imperatriz Maria Teresa e o embaixador Mercy exortavam Maria Antonieta a conquistar uma certa ascendência sobre o marido, para manobrá-lo a favor da Áustria, algo que, no entanto, não aconteceu. Mesmo Choiseul, com intenções muito diferentes daquelas da imperatriz e do embaixador, teve a audácia de aconselhar a rainha a usar "a doçura para conquistar o rei e o medo para subjugá-lo". Todos esses episódios fizeram Maria Antonieta pensar que era realmente superior ao marido, que não amava e cuja falta de jeito no amor era para ela fonte de constante humilhação. A rainha chegou ao cúmulo de chamá-lo de "aquele pobre homem", em carta enviada à mãe pouco antes da coroação de Luís XVI.

## A relação com o conde Fersen

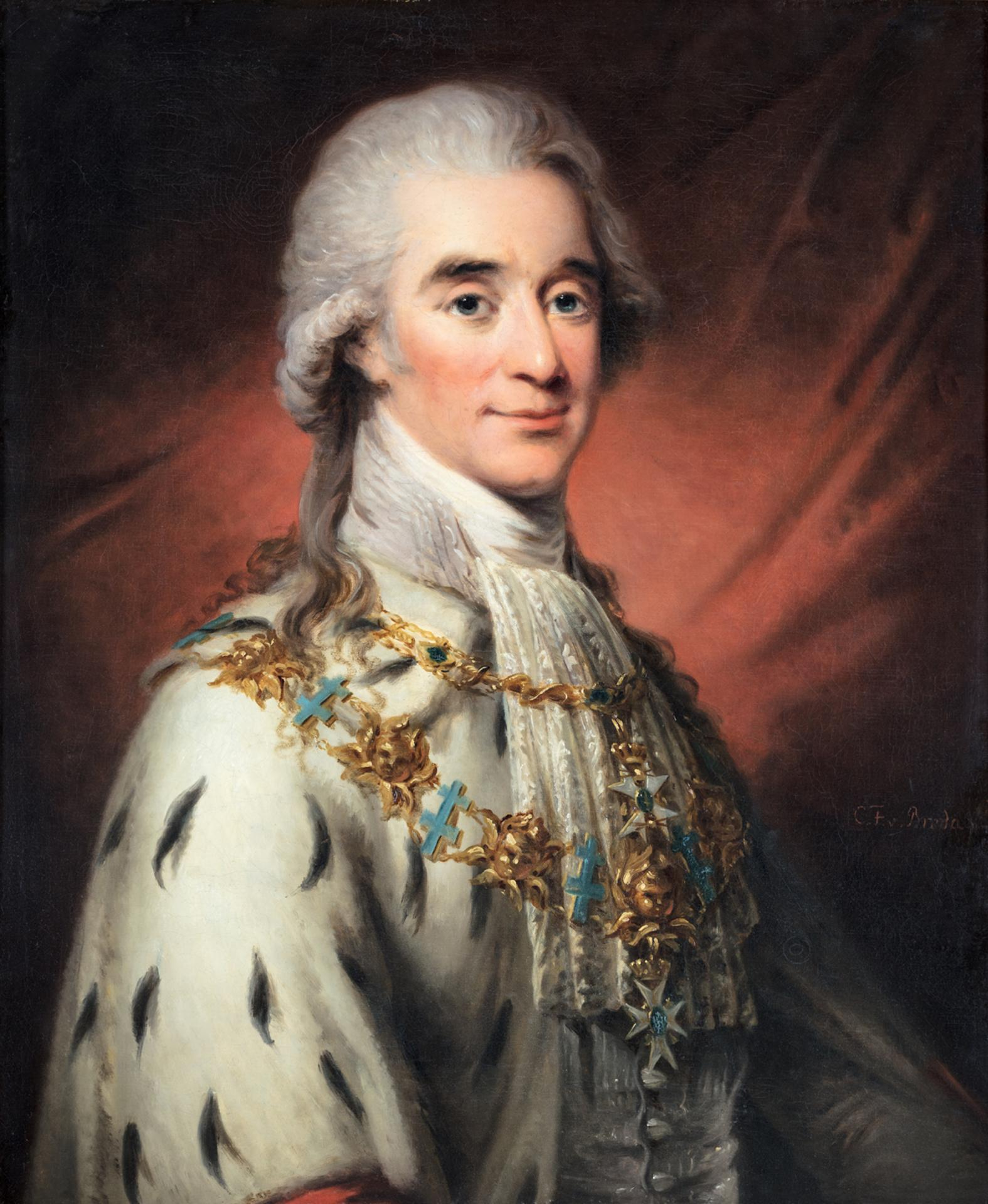
O conde sueco Hans Axel von Fersen Castelo de Löfstad, Suécia

Diversos panfletos contrários à Maria Antonieta atribuíam-lhe inúmeros amantes, tanto homens quanto mulheres. Porém, a única relação plausível, platônica ou física passível de ter existido seria com o conde sueco Hans Axel von Fersen que, no entanto, nunca foi mencionado em nenhum dos famosos panfletos. Fersen, segundo filho de um destacado diplomata sueco, tinha dezoito anos quando conheceu Maria Antonieta, em um baile de máscaras. Desde então, o conde passou a visitar Versalhes regularmente, onde era recebido com especial cortesia, mas não mencionou em seu diário com a então delfina, que se empenhava na montagem de Iphigénie en Aulide, de Gluck. Em 12 de maio de 1774, dois dias após a morte de Luís XV, Fersen partiu para a Inglaterra, interessado em contratar um casamento com uma herdeira. Malogrado esse possível casamento, Fersen decidiu, em 1778, dedicar-se à vida militar e, como seu pai tivesse servido na corte de Luís XV, o conde tentou a sorte com Luís XVI. Em 25 de agosto, a rainha reconheceu entre as várias pessoas que lhe eram apresentadas, o jovem que conhecera quatro anos antes. Fersen começou a frequentar a corte e o carinho entre ele e Maria Antonieta, então grávida da Madame Royale, tornou-se evidente e no palácio começou a espalhar-se maledicências sobre a inclinação da soberana pelo conde. Este, apesar dos favores de que gozava, pretendia perseguir suas ambições militares e resolveu embarcar para a América e combater na Guerra de Independência Americana, que contava com o apoio francês, retornando a Versalhes somente quatro anos depois, em 1783. Todos os possíveis casamentos de conveniência foram deixados de lado e Fersen declarou, em carta à irmã, que jamais iria se casar porque nunca teria a única mulher que realmente desejava, Maria Antonieta. A rainha conseguiu que Luís XVI criasse o regimento dos Suédois Regals (Suecos Reais) e, desde 1785, Fersen fixou-se permanentemente na França. Permaneceu ao lado da família real até a revolução e teve um papel fundamental nos preparativos para a Fuga de Varennes.

## Descendência
| Nome         | Foto | Nasci- mento | Morte | Notas |
| ------------ | ---- | ------------ | ----- | --- |
| Maria Teresa |      | 1778         | 1851  | Madame Royale. Casou-se com seu primo, o duque d'Angoulême. Alguns autores consideram que Maria Teresa foi, durante 20 minutos, rainha-consorte de França e Navarra - período entre a abdicação de seu sogro, Carlos X e a abdicação de seu marido, Luís Antônio, Duque de Angoulême cujo título de "Luís XIX" é contestado. Sem descendência. |
| Luís José    |      | 1781         | 1789  | Delfim de França. Morto na infância. |
| Luís Carlos  |      | 1785         | 1795  | Considerado pelos monarquistas franceses como Luís XVII. Morreu no cárcere. |
| Sofia        |      | 1786         | 1787  | Morta na infância. |

## Preservação da memória
Quando ocorreu a restauração da monarquia e da dinastia dos Bourbon na França, após a derrota de Napoleão, o rei Luís XVIII, cunhado de Maria Antonieta, transferiu seus restos mortais para a Basílica de Saint-Denis, perto de Paris, local de sepultura dos reis franceses. Por ordem dele, foram erguidas duas capelas: a primeira, na Praça Luís XVI, foi projetada como um mausoléu e marcou o lugar onde os restos mortais de Luís XVI e Maria Antonieta foram originalmente enterrados, chamada de Chapelle Expiratoire, hoje um monumento nacional da França. A segunda capela foi erguida na cela de Maria Antonieta na Conciergerie, onde, na parede estão escritos os nomes dos três mártires reais: Luís XVI, Maria Antonieta e Madame Isabel. Há também, nesta capela, a transcrição de um trecho do testamento de Maria Antonieta, no qual ela lembra, aos filhos, o que disse seu esposo Luís XVI, sobre perdoar a todos por todo o mal que fizeram à sua família.

## Representações na cultura

### Literatura
- Maria Antonietta - Giacomo Leopardi (1816)
- Cinco romances de Alexandre Dumas, pai, que compõem a série "Memórias de um Médico":
  - Le Chevalier de Maison-Rouge (1846)
  - Joseph Balsamo (1848)
  - O Colar da Rainha (1850)
  - Ange Pitou (1851)
  - A Condessa de Charny (1855)
- Les Adieux à la Reine - Chantal Thomas (2002)
- The Hidden Diary of Marie Antoinette - Carolly Erickson (2005)
- Innocent (2013)
- Innocent Rouge (2013 - 2015)

### Cinema
- Napoléon (1927)[167]
- Madame Du Barry (1934)[168]
- Marie Antoinette (1938)[169]
- Black Magic (1949)[170]
- Scaramouche (1952)[171]
- Si Versailles m'était conté (1954)[172]
- Marie-Antoinette reine de France (1956)[173]
- The Story of Mankind (1957)[174]
- Start the Revolution Without Me (1970)[175]
- Lady Oscar (1979)[176]
- La nuit de Varennes (1982)[177]
- La Révolution française (1989)[178]
- L'Autrichienne (1990)[179]
- Jefferson em Paris (1995)[180]
- Beaumarchais l'insolent (1996)[181]
- Ridicule (1996)[182]
- O Enigma do Colar (2001)[183]
- Marie Antoinette (2006)[184]
- Les Adieux à la reine (2012)[185]

Seriados
• The who was show (2018)

### Música
- A própria Maria Antonieta compôs uma ária intitulada C'est mon ami, que permaneceu relativamente desconhecida por um longo tempo e foi incluída na trilha sonora do filme Marie Antoinette, de Sofia Coppola.[186][187]
- Franz Joseph Haydn compôs em 1785 um conjunto de seis sinfonias, denominadas "Sinfonias de Paris" (números 82 a 87). A Symphonie n° 85 en si bémol majeur, intitulada "La Reine", foi composta em homenagem à Maria Antonieta.[188]
- Jan Ladislav Dussek compôs em 1793 uma obra para piano dedicada à história de Maria Antonieta, a Tableau Marie Antoinette op. 23.[189]
- Em 1974, o grupo Queen lançou o single Killer Queen, onde a famosa frase falsamente atribuída à Maria Antonieta é mencionada (Let them eat cake!).[190]
- Roger Waters, ex-líder do Pink Floyd, compôs em 2005 uma ópera intitulada Ça Ira, inspirada nos acontecimentos da Revolução Francesa, que retrata Maria Antonieta desde sua chegada à França até sua decapitação.[191]

## Joias
Um pingente de pérola e de diamante que pertenceu a Maria Antonieta foi vendida em leilão em novembro de 2018 pela quantia recorde de 32 milhões de euros num leilão em Genebra, na Suíça.
O anterior recorde era referente ao pagamento de um colar que pertenceu a Elizabeth Taylor e que foi vendido em 2011 por quase 10,5 milhões de euros.